# Liste der Gemeinden im Département Calvados

Lage des Départements Calvados

Das Département Calvados liegt in der Region Normandie in Frankreich. Es untergliedert sich in vier Arrondissements mit 526 Gemeinden (frz. communes) (Stand: 1. Januar 2025).
| Code INSEE | Post- leitzahl | Gemeinde                                  | Einwohner (Stand 1. Januar 2022) | Fläche in km² | Einwohner je km² | Kanton seit 30. März 2015 Kanton bis 29. März 2015                                                                   | Arrondissement seit 2017 Arrondissement bis 2016 | Gemeindeverband                |
| ---------- | -------------- | ----------------------------------------- | -------------------------------- | ------------- | ---------------- | --- | ------------------------------------------------ | ------------------------------ |
| 14001      | 14600          | Ablon                                     | 1177                             | 12,00         | 101              | Honfleur-Deauville Honfleur                                                                                          | Lisieux                                          | Pays de Honfleur-Beuzeville    |
| 14003      | 14400          | Agy                                       | 317                              | 4,21          | 72               | Bayeux | Bayeux                                           | Bayeux Intercom                |
| 14006      | 14210          | Amayé-sur-Orne                            | 1070                             | 5,29          | 198              | Évrecy | Caen                                             | Vallées de l’Orne et de l’Odon |
| 14007      | 14310          | Amayé-sur-Seulles                         | 211                              | 5,62          | 41               | Les Monts d’Aunay Villers-Bocage                                                                                     | Vire Caen                                        | Pré-Bocage Intercom            |
| 14009      | 14860          | Amfreville                                | 1373                             | 6,06          | 224              | Cabourg | Lisieux Caen                                     | Normandie-Cabourg-Pays d’Auge  |
| 14012      | 14430          | Angerville                                | 191                              | 3,91          | 49               | Cabourg Dozulé | Lisieux                                          | Normandie-Cabourg-Pays d’Auge  |
| 14015      | 14610          | Anisy                                     | 796                              | 4,19          | 176              | Courseulles-sur-Mer Creully                                                                                          | Caen                                             | Cœur de Nacre                  |
| 14016      | 14430          | Annebault                                 | 502                              | 5,54          | 87               | Cabourg Dozulé | Lisieux                                          | Terre d’Auge                   |
| 14019      | 14400          | Arganchy                                  | 216                              | 7,07          | 31               | Bayeux | Bayeux                                           | Bayeux Intercom                |
| 14020      | 14370          | Argences                                  | 3940                             | 9,76          | 389              | Troarn | Caen                                             | Val ès Dunes                   |
| 14021      | 14117          | Arromanches-les-Bains                     | 431                              | 1,37          | 345              | Courseulles-sur-Mer Ryes                                                                                             | Bayeux                                           | Bayeux Intercom                |
| 14022      | 14960          | Asnelles                                  | 641                              | 2,52          | 232              | Courseulles-sur-Mer Ryes                                                                                             | Bayeux                                           | Seulles Terre et Mer           |
| 14023      | 14710          | Asnières-en-Bessin                        | 71                               | 4,61          | 15               | Trévières Isigny-sur-Mer                                                                                             | Bayeux                                           | Isigny-Omaha Intercom          |
| 14024      | 14640          | Auberville                                | 603                              | 2,62          | 226              | Cabourg Dozulé | Lisieux                                          | Normandie-Cabourg-Pays d’Auge  |
| 14025      | 14700          | Aubigny                                   | 299                              | 5,02          | 61               | Falaise Falaise-Nord                                                                                                 | Caen                                             | Pays de Falaise                |
| 14026      | 14250          | Audrieu                                   | 1156                             | 11,31         | 98               | Thue et Mue Tilly-sur-Seulles                                                                                        | Bayeux Caen                                      | Seulles Terre et Mer           |
| 14591      | 14520 14710    | Aure sur Mer                              | 697                              | 10,55         | 69               | Trévières | Bayeux                                           | Isigny-Omaha Intercom          |
| 14011      | 14240 14250    | Aurseulles                                | 1908                             | 46,00         | 41               | Les Monts d’Aunay Caumont-l’Éventé                                                                                   | Vire Bayeux                                      | Pré-Bocage Intercom            |
| 14030      | 14280          | Authie                                    | 1691                             | 3,21          | 528              | Caen-2 | Caen                                             | Caen la Mer                    |
| 14033      | 14340          | Auvillars                                 | 224                              | 11,62         | 19               | Mézidon Vallée d’Auge Cambremer                                                                                      | Lisieux                                          | Terre d’Auge                   |
| 14034      | 14210          | Avenay                                    | 561                              | 5,62          | 101              | Évrecy | Caen                                             | Vallées de l’Orne et de l’Odon |
| 14035      | 14490          | Balleroy-sur-Drôme                        | 1317                             | 11,77         | 117              | Trévières Balleroy                                                                                                   | Bayeux                                           | Isigny-Omaha Intercom          |
| 14036      | 14940          | Banneville-la-Campagne                    | 188                              | 6,44          | 27               | Troarn | Caen                                             | Val ès Dunes                   |
| 14038      | 14480          | Banville                                  | 802                              | 4,68          | 169              | Courseulles-sur-Mer Ryes                                                                                             | Bayeux                                           | Seulles Terre et Mer           |
| 14039      | 14220          | Barbery                                   | 758                              | 8,60          | 96               | Le Hom Bretteville-sur-Laize                                                                                         | Caen                                             | Cingal-Suisse Normande         |
| 14040      | 14400          | Barbeville                                | 228                              | 3,47          | 54               | Bayeux | Bayeux                                           | Bayeux Intercom                |
| 14041      | 14600          | Barneville-la-Bertran                     | 121                              | 4,18          | 30               | Honfleur-Deauville Honfleur                                                                                          | Lisieux                                          | Pays de Honfleur-Beuzeville    |
| 14042      | 14210          | Baron-sur-Odon                            | 1104                             | 6,43          | 152              | Évrecy | Caen                                             | Vallées de l’Orne et de l’Odon |
| 14043      | 14620          | Barou-en-Auge                             | 64                               | 8,35          | 8                | Falaise Morteaux-Coulibœuf                                                                                           | Caen                                             | Pays de Falaise                |
| 14044      | 14610          | Basly                                     | 1043                             | 3,92          | 274              | Courseulles-sur-Mer Creully                                                                                          | Caen                                             | Cœur de Nacre                  |
| 14045      | 14670          | Basseneville                              | 249                              | 10,59         | 24               | Cabourg Dozulé | Lisieux                                          | Normandie-Cabourg-Pays d’Auge  |
| 14046      | 14860          | Bavent                                    | 1912                             | 18,45         | 104              | Cabourg | Lisieux Caen                                     | Normandie-Cabourg-Pays d’Auge  |
| 14047      | 14400          | Bayeux                                    | 12.754                           | 7,10          | 1'786            | Bayeux | Bayeux                                           | Bayeux Intercom                |
| 14049      | 14480          | Bazenville                                | 144                              | 4,07          | 34               | Courseulles-sur-Mer Ryes                                                                                             | Bayeux                                           | Seulles Terre et Mer           |
| 14231      | 14340          | Beaufour-Druval                           | 444                              | 11,34         | 39               | Mézidon Vallée d’Auge Cambremer                                                                                      | Lisieux                                          | Normandie-Cabourg-Pays d’Auge  |
| 14053      | 14620          | Beaumais                                  | 167                              | 10,73         | 16               | Falaise Morteaux-Coulibœuf                                                                                           | Caen                                             | Pays de Falaise                |
| 14054      | 14380          | Beaumesnil                                | 207                              | 4,99          | 40               | Vire Normandie Saint-Sever-Calvados                                                                                  | Vire                                             | Intercom de la Vire au Noireau |
| 14055      | 14950          | Beaumont-en-Auge                          | 387                              | 7,98          | 51               | Pont-l’Évêque | Lisieux                                          | Terre d’Auge                   |
| 14527      | 14270          | Belle Vie en Auge                         | 545                              | 23,57         | 23               | Mézidon Vallée d’Auge Mézidon-Canon                                                                                  | Lisieux                                          | Lisieux Normandie              |
| 14057      | 14370          | Bellengreville                            | 1474                             | 10,15         | 146              | Troarn Bourguébus | Caen                                             | Val ès Dunes                   |
| 14059      | 14910          | Benerville-sur-Mer                        | 389                              | 3,03          | 137              | Pont-l’Évêque Trouville-sur-Mer                                                                                      | Lisieux                                          | Cœur Côte Fleurie              |
| 14060      | 14970          | Bénouville                                | 2001                             | 5,28          | 387              | Ouistreham | Caen                                             | Caen la Mer                    |
| 14062      | 14440          | Bény-sur-Mer                              | 455                              | 6,65          | 67               | Thue et Mue Creully                                                                                                  | Bayeux Caen                                      | Seulles Terre et Mer           |
| 14063      | 14710          | Bernesq                                   | 211                              | 5,90          | 36               | Trévières | Bayeux                                           | Isigny-Omaha Intercom          |
| 14064      | 14170          | Bernières-d’Ailly                         | 212                              | 9,39          | 24               | Falaise Morteaux-Coulibœuf                                                                                           | Caen                                             | Pays de Falaise                |
| 14066      | 14990          | Bernières-sur-Mer                         | 2446                             | 7,66          | 297              | Courseulles-sur-Mer Douvres-la-Délivrande                                                                            | Caen                                             | Cœur de Nacre                  |
| 14069      | 14100          | Beuvillers                                | 1301                             | 4,92          | 272              | Lisieux Lisieux-1 | Lisieux                                          | Lisieux Normandie              |
| 14070      | 14430          | Beuvron-en-Auge                           | 201                              | 9,68          | 20               | Mézidon Vallée d’Auge Cambremer                                                                                      | Lisieux                                          | Normandie-Cabourg-Pays d’Auge  |
| 14068      | 14112          | Biéville-Beuville                         | 3855                             | 11,15         | 319              | Ouistreham | Caen                                             | Caen la Mer                    |
| 14076      | 14550          | Blainville-sur-Orne                       | 5991                             | 7,11          | 823              | Ouistreham | Caen                                             | Caen la Mer                    |
| 14077      | 14130          | Blangy-le-Château                         | 781                              | 10,62         | 68               | Pont-l’Évêque Blangy-le-Château                                                                                      | Lisieux                                          | Terre d’Auge                   |
| 14078      | 14400          | Blay                                      | 358                              | 7,14          | 52               | Trévières | Bayeux                                           | Isigny-Omaha Intercom          |
| 14079      | 14910          | Blonville-sur-Mer                         | 1585                             | 6,80          | 228              | Pont-l’Évêque Trouville-sur-Mer                                                                                      | Lisieux                                          | Cœur Côte Fleurie              |
| 14083      | 14340          | Bonnebosq                                 | 659                              | 12,17         | 55               | Mézidon Vallée d’Auge Cambremer                                                                                      | Lisieux                                          | Terre d’Auge                   |
| 14084      | 14260          | Bonnemaison                               | 401                              | 8,40          | 48               | Les Monts d’Aunay Villers-Bocage                                                                                     | Vire Caen                                        | Pré-Bocage Intercom            |
| 14085      | 14130          | Bonneville-la-Louvet                      | 822                              | 20,75         | 38               | Pont-l’Évêque Blangy-le-Château                                                                                      | Lisieux                                          | Terre d’Auge                   |
| 14086      | 14800          | Bonneville-sur-Touques                    | 323                              | 6,63          | 49               | Pont-l’Évêque | Lisieux                                          | Terre d’Auge                   |
| 14087      | 14700          | Bonnœil                                   | 123                              | 7,19          | 17               | Falaise Falaise-Nord                                                                                                 | Caen                                             | Pays de Falaise                |
| 14088      | 14420          | Bons-Tassilly                             | 392                              | 9,38          | 43               | Falaise Falaise-Nord                                                                                                 | Caen                                             | Pays de Falaise                |
| 14089      | 14210          | Bougy                                     | 381                              | 3,03          | 130              | Évrecy | Caen                                             | Vallées de l’Orne et de l’Odon |
| 14090      | 14220          | Boulon                                    | 816                              | 14,96         | 49               | Le Hom Bretteville-sur-Laize                                                                                         | Caen                                             | Cingal-Suisse Normande         |
| 14091      | 14430          | Bourgeauville                             | 101                              | 6,15          | 17               | Cabourg Dozulé | Lisieux                                          | Terre d’Auge                   |
| 14092      | 14540          | Bourguébus                                | 2561                             | 5,52          | 396              | Évrecy Bourguébus | Caen                                             | Caen la Mer                    |
| 14093      | 14430          | Branville                                 | 225                              | 6,39          | 31               | Cabourg Dozulé | Lisieux                                          | Terre d’Auge                   |
| 14096      | 14260          | Brémoy                                    | 257                              | 12,50         | 18               | Les Monts d’Aunay | Vire                                             | Pré-Bocage Intercom            |
| 14097      | 14190          | Bretteville-le-Rabet                      | 297                              | 4,53          | 67               | Le Hom Bretteville-sur-Laize                                                                                         | Caen                                             | Cingal-Suisse Normande         |
| 14100      | 14680          | Bretteville-sur-Laize                     | 1911                             | 9,68          | 198              | Le Hom Bretteville-sur-Laize                                                                                         | Caen                                             | Cingal-Suisse Normande         |
| 14101      | 14760          | Bretteville-sur-Odon                      | 4392                             | 6,46          | 620              | Caen-1 | Caen                                             | Caen la Mer                    |
| 14106      | 14860          | Bréville-les-Monts                        | 651                              | 4,75          | 139              | Cabourg | Lisieux Caen                                     | Normandie-Cabourg-Pays d’Auge  |
| 14107      | 14710          | Bricqueville                              | 153                              | 6,70          | 24               | Trévières | Bayeux                                           | Isigny-Omaha Intercom          |
| 14110      | 14160          | Brucourt                                  | 128                              | 6,60          | 19               | Cabourg Dozulé | Lisieux                                          | Normandie-Cabourg-Pays d’Auge  |
| 14111      | 14250          | Bucéels                                   | 450                              | 4,84          | 90               | Thue et Mue Balleroy                                                                                                 | Bayeux                                           | Seulles Terre et Mer           |
| 14117      | 14390          | Cabourg                                   | 3654                             | 5,52          | 645              | Cabourg | Lisieux Caen                                     | Normandie-Cabourg-Pays d’Auge  |
| 14118      | 14000          | Caen                                      | 108.398                          | 25,70         | 4133             | Caen-1 Caen-2 Caen-3 Caen-4 Caen-5 Caen-1 Caen-2 Caen-3 Caen-4 Caen-Hérouville (Caen-6) Caen-7 Caen-8 Caen-9 Caen-10 | Caen                                             | Caen la Mer                    |
| 14119      | 14630          | Cagny                                     | 2075                             | 8,46          | 232              | Troarn | Caen                                             | Val ès Dunes                   |
| 14120      | 14240          | Cahagnes                                  | 1408                             | 24,35         | 57               | Les Monts d’Aunay Aunay-sur-Odon                                                                                     | Vire                                             | Pré-Bocage Intercom            |
| 14121      | 14490          | Cahagnolles                               | 253                              | 7,17          | 35               | Trévières Balleroy                                                                                                   | Bayeux                                           | Isigny-Omaha Intercom          |
| 14123      | 14610          | Cairon                                    | 2044                             | 5,91          | 342              | Thue et Mue Creully                                                                                                  | Caen                                             | Caen la Mer                    |
| 14125      | 14610          | Cambes-en-Plaine                          | 1804                             | 3,25          | 539              | Ouistreham Creully                                                                                                   | Caen                                             | Caen la Mer                    |
| 14126      | 14340          | Cambremer                                 | 1307                             | 27,05         | 49               | Mézidon Vallée d’Auge                                                                                                | Lisieux                                          | Lisieux Normandie              |
| 14127      | 14500          | Campagnolles                              | 555                              | 10,06         | 54               | Vire Normandie Saint-Sever-Calvados                                                                                  | Vire                                             | Intercom de la Vire au Noireau |
| 14130      | 14490          | Campigny                                  | 185                              | 5,61          | 33               | Bayeux Balleroy | Bayeux                                           | Bayeux Intercom                |
| 14131      | 14800          | Canapville                                | 231                              | 2,50          | 91               | Pont-l’Évêque | Lisieux                                          | Terre d’Auge                   |
| 14132      | 14230          | Canchy                                    | 202                              | 5,72          | 36               | Trévières Isigny-sur-Mer                                                                                             | Bayeux                                           | Isigny-Omaha Intercom          |
| 14134      | 14370          | Canteloup                                 | 189                              | 2,32          | 80               | Troarn | Caen                                             | Val ès Dunes                   |
| 14135      | 14740          | Carcagny                                  | 275                              | 4,15          | 68               | Thue et Mue Tilly-sur-Seulles                                                                                        | Bayeux Caen                                      | Seulles Terre et Mer           |
| 14136      | 14230          | Cardonville                               | 90                               | 3,29          | 31               | Trévières Isigny-sur-Mer                                                                                             | Bayeux                                           | Isigny-Omaha Intercom          |
| 14137      | 14650          | Carpiquet                                 | 3266                             | 5,88          | 491              | Caen-2 | Caen                                             | Caen la Mer                    |
| 14138      | 14330          | Cartigny-l’Épinay                         | 301                              | 10,23         | 29               | Trévières Isigny-sur-Mer                                                                                             | Bayeux                                           | Isigny-Omaha Intercom          |
| 14140      | 14490          | Castillon                                 | 368                              | 11,02         | 32               | Trévières Balleroy                                                                                                   | Bayeux                                           | Isigny-Omaha Intercom          |
| 14141      | 14140          | Castillon-en-Auge                         | 164                              | 7,23          | 23               | Mézidon Vallée d’Auge Mézidon-Canon                                                                                  | Lisieux                                          | Lisieux Normandie              |
| 14538      | 14540          | Castine-en-Plaine                         | 1758                             | 8,23          | 200              | Évrecy | Caen                                             | Caen la Mer                    |
| 14143      | 14240          | Caumont-sur-Aure                          | 2439                             | 39,93         | 59               | Les Monts d’Aunay Caumont-l’Éventé                                                                                   | Vire Bayeux                                      | Pré-Bocage Intercom            |
| 14145      | 14190          | Cauvicourt                                | 560                              | 9,62          | 55               | Le Hom Bretteville-sur-Laize                                                                                         | Caen                                             | Cingal-Suisse Normande         |
| 14146      | 14770          | Cauville                                  | 170                              | 5,76          | 29               | Le Hom Thury-Harcourt                                                                                                | Caen                                             | Cingal-Suisse Normande         |
| 14147      | 14290          | Cernay                                    | 138                              | 5,82          | 24               | Livarot-Pays-d’Auge Orbec                                                                                            | Lisieux                                          | Lisieux Normandie              |
| 14149      | 14270          | Cesny-aux-Vignes                          | 419                              | 4,10          | 103              | Troarn Bourguébus | Caen                                             | Val ès Dunes                   |
| 14150      | 14220          | Cesny-les-Sources                         | 1415                             | 33,89         | 39               | Le Hom | Caen                                             | Cingal-Suisse Normande         |
| 14159      | 14250          | Chouain                                   | 234                              | 3,15          | 70               | Bayeux Balleroy | Bayeux                                           | Bayeux Intercom                |
| 14160      | 14680          | Cintheaux                                 | 176                              | 7,58          | 25               | Le Hom Bretteville-sur-Laize                                                                                         | Caen                                             | Cingal-Suisse Normande         |
| 14161      | 14130          | Clarbec                                   | 321                              | 9,70          | 35               | Pont-l’Évêque | Lisieux                                          | Terre d’Auge                   |
| 14162      | 14570          | Clécy                                     | 1301                             | 24,63         | 53               | Le Hom Thury-Harcourt                                                                                                | Caen                                             | Cingal-Suisse Normande         |
| 14163      | 14370          | Cléville                                  | 391                              | 8,53          | 45               | Troarn | Caen                                             | Val ès Dunes                   |
| 14166      | 14880          | Colleville-Montgomery                     | 2529                             | 7,74          | 330              | Ouistreham | Caen                                             | Caen la Mer                    |
| 14165      | 14710          | Colleville-sur-Mer                        | 203                              | 6,93          | 25               | Trévières | Bayeux                                           | Isigny-Omaha Intercom          |
| 14167      | 14460          | Colombelles                               | 7015                             | 7,14          | 977              | Hérouville-Saint-Clair Cabourg                                                                                       | Caen                                             | Caen la Mer                    |
| 14168      | 14710          | Colombières                               | 206                              | 10,64         | 19               | Trévières | Bayeux                                           | Isigny-Omaha Intercom          |
| 14169      | 14480          | Colombiers-sur-Seulles                    | 153                              | 3,29          | 48               | Thue et Mue Ryes | Bayeux                                           | Seulles Terre et Mer           |
| 14014      | 14610          | Colomby-Anguerny                          | 1356                             | 5,61          | 215              | Courseulles-sur-Mer Creully                                                                                          | Caen                                             | Cœur de Nacre                  |
| 14171      | 14220          | Combray                                   | 143                              | 4,51          | 32               | Le Hom Thury-Harcourt                                                                                                | Caen                                             | Cingal-Suisse Normande         |
| 14172      | 14520          | Commes                                    | 470                              | 6,64          | 65               | Bayeux Ryes | Bayeux                                           | Bayeux Intercom                |
| 14174      | 14110 14770    | Condé-en-Normandie                        | 6018                             | 62,98         | 102              | Condé-en-Normandie Condé-sur-Noireau                                                                                 | Vire                                             | Intercom de la Vire au Noireau |
| 14173      | 14270          | Condé-sur-Ifs                             | 447                              | 11,34         | 39               | Mézidon Vallée d’Auge Bretteville-sur-Laize                                                                          | Caen                                             | Val ès Dunes                   |
| 14175      | 14400          | Condé-sur-Seulles                         | 303                              | 2,44          | 120              | Bayeux Balleroy | Bayeux                                           | Bayeux Intercom                |
| 14177      | 14130          | Coquainvilliers                           | 844                              | 11,90         | 71               | Pont-l’Évêque Blangy-le-Château                                                                                      | Lisieux                                          | Lisieux Normandie              |
| 14179      | 14100          | Cordebugle                                | 163                              | 8,97          | 18               | Lisieux Lisieux-1 | Lisieux                                          | Lisieux Normandie              |
| 14180      | 14700          | Cordey                                    | 153                              | 4,52          | 35               | Falaise Falaise-Nord                                                                                                 | Caen                                             | Pays de Falaise                |
| 14181      | 14123          | Cormelles-le-Royal                        | 5273                             | 3,48          | 1'424            | Ifs Caen-10 | Caen                                             | Caen la Mer                    |
| 14182      | 14240          | Cormolain                                 | 391                              | 11,04         | 37               | Trévières Caumont-l’Éventé                                                                                           | Bayeux                                           | Isigny-Omaha Intercom          |
| 14183      | 14690          | Cossesseville                             | 105                              | 4,74          | 22               | Le Hom Thury-Harcourt                                                                                                | Caen                                             | Cingal-Suisse Normande         |
| 14184      | 14400          | Cottun                                    | 232                              | 3,77          | 61               | Bayeux | Bayeux                                           | Bayeux Intercom                |
| 14190      | 14170          | Courcy                                    | 137                              | 9,12          | 14               | Falaise Morteaux-Coulibœuf                                                                                           | Caen                                             | Pays de Falaise                |
| 14191      | 14470          | Courseulles-sur-Mer                       | 4202                             | 7,92          | 530              | Courseulles-sur-Mer Creully                                                                                          | Caen                                             | Cœur de Nacre                  |
| 14193      | 14100          | Courtonne-la-Meurdrac                     | 684                              | 12,69         | 52               | Lisieux Lisieux-1 | Lisieux                                          | Lisieux Normandie              |
| 14194      | 14290          | Courtonne-les-Deux-Églises                | 629                              | 13,68         | 47               | Lisieux Orbec | Lisieux                                          | Lisieux Normandie              |
| 14195      | 14260          | Courvaudon                                | 287                              | 9,53          | 27               | Les Monts d’Aunay Villers-Bocage                                                                                     | Vire Caen                                        | Pré-Bocage Intercom            |
| 14196      | 14480          | Crépon                                    | 222                              | 5,42          | 38               | Courseulles-sur-Mer Ryes                                                                                             | Bayeux                                           | Seulles Terre et Mer           |
| 14197      | 14440          | Cresserons                                | 1078                             | 3,59          | 311              | Courseulles-sur-Mer Douvres-la-Délivrande                                                                            | Caen                                             | Cœur de Nacre                  |
| 14198      | 14430          | Cresseveuille                             | 255                              | 5,48          | 47               | Cabourg Dozulé | Lisieux                                          | Normandie-Cabourg-Pays d’Auge  |
| 14200      | 14480          | Creully sur Seulles                       | 2272                             | 18,71         | 121              | Thue et Mue Creully Ryes                                                                                             | Bayeux Caen                                      | Seulles Terre et Mer           |
| 14202      | 14113          | Cricquebœuf                               | 266                              | 1,85          | 144              | Honfleur-Deauville Honfleur                                                                                          | Lisieux                                          | Pays de Honfleur-Beuzeville    |
| 14203      | 14430          | Cricqueville-en-Auge                      | 184                              | 6,79          | 28               | Cabourg Dozulé | Lisieux                                          | Normandie-Cabourg-Pays d’Auge  |
| 14204      | 14450          | Cricqueville-en-Bessin                    | 170                              | 8,55          | 21               | Trévières Isigny-sur-Mer                                                                                             | Bayeux                                           | Isigny-Omaha Intercom          |
| 14205      | 14250          | Cristot                                   | 214                              | 3,92          | 55               | Thue et Mue Tilly-sur-Seulles                                                                                        | Bayeux Caen                                      | Seulles Terre et Mer           |
| 14206      | 14620          | Crocy                                     | 287                              | 10,07         | 30               | Falaise Morteaux-Coulibœuf                                                                                           | Caen                                             | Pays de Falaise                |
| 14207      | 14220          | Croisilles                                | 646                              | 10,23         | 63               | Le Hom Thury-Harcourt                                                                                                | Caen                                             | Cingal-Suisse Normande         |
| 14209      | 14400          | Crouay                                    | 507                              | 7,73          | 66               | Trévières | Bayeux                                           | Isigny-Omaha Intercom          |
| 14211      | 14220          | Culey-le-Patry                            | 379                              | 7,81          | 46               | Le Hom Thury-Harcourt                                                                                                | Caen                                             | Cingal-Suisse Normande         |
| 14214      | 14400          | Cussy                                     | 170                              | 2,34          | 81               | Bayeux | Bayeux                                           | Bayeux Intercom                |
| 14215      | 14840          | Cuverville                                | 2273                             | 2,01          | 1'124            | Troarn | Caen                                             | Caen la Mer                    |
| 14216      | 14620          | Damblainville                             | 231                              | 6,35          | 37               | Falaise Falaise-Sud                                                                                                  | Caen                                             | Pays de Falaise                |
| 14218      | 14430          | Danestal                                  | 379                              | 6,38          | 63               | Cabourg Dozulé | Lisieux                                          | Terre d’Auge                   |
| 14220      | 14800          | Deauville                                 | 3563                             | 3,57          | 999              | Honfleur-Deauville Trouville-sur-Mer                                                                                 | Lisieux                                          | Cœur Côte Fleurie              |
| 14221      | 14840          | Démouville                                | 3017                             | 3,56          | 876              | Troarn | Caen                                             | Caen la Mer                    |
| 14224      | 14230          | Deux-Jumeaux                              | 56                               | 4,07          | 12               | Trévières Isigny-sur-Mer                                                                                             | Bayeux                                           | Isigny-Omaha Intercom          |
| 14347      | 14260          | Dialan sur Chaîne                         | 1009                             | 21,93         | 47               | Les Monts d’Aunay Aunay-sur-Odon                                                                                     | Vire                                             | Pré-Bocage Intercom            |
| 14225      | 14160          | Dives-sur-Mer                             | 5129                             | 6,46          | 817              | Cabourg Dozulé | Lisieux                                          | Normandie-Cabourg-Pays d’Auge  |
| 14226      | 14220          | Donnay                                    | 318                              | 11,19         | 27               | Le Hom Thury-Harcourt                                                                                                | Caen                                             | Cingal-Suisse Normande         |
| 14227      | 14430          | Douville-en-Auge                          | 221                              | 6,17          | 34               | Cabourg Dozulé | Lisieux                                          | Normandie-Cabourg-Pays d’Auge  |
| 14228      | 14440          | Douvres-la-Délivrande                     | 5123                             | 10,71         | 464              | Courseulles-sur-Mer Douvres-la-Délivrande                                                                            | Caen                                             | Cœur de Nacre                  |
| 14229      | 14430          | Dozulé                                    | 2279                             | 5,23          | 438              | Cabourg Dozulé | Lisieux                                          | Normandie-Cabourg-Pays d’Auge  |
| 14230      | 14130          | Drubec                                    | 111                              | 3,14          | 37               | Mézidon Vallée d’Auge Pont-l’Évêque                                                                                  | Lisieux                                          | Terre d’Auge                   |
| 14232      | 14250          | Ducy-Sainte-Marguerite                    | 178                              | 3,61          | 47               | Thue et Mue Tilly-sur-Seulles                                                                                        | Bayeux Caen                                      | Seulles Terre et Mer           |
| 14236      | 14250          | Ellon                                     | 632                              | 6,73          | 87               | Bayeux Balleroy | Bayeux                                           | Bayeux Intercom                |
| 14237      | 14630          | Émiéville                                 | 626                              | 3,92          | 158              | Troarn | Caen                                             | Val ès Dunes                   |
| 14238      | 14800          | Englesqueville-en-Auge                    | 113                              | 3,61          | 30               | Pont-l’Évêque | Lisieux                                          | Terre d’Auge                   |
| 14239      | 14710          | Englesqueville-la-Percée                  | 93                               | 7,88          | 14               | Trévières Isigny-sur-Mer                                                                                             | Bayeux                                           | Isigny-Omaha Intercom          |
| 14240      | 14170          | Épaney                                    | 495                              | 11,59         | 44               | Falaise Morteaux-Coulibœuf                                                                                           | Caen                                             | Pays de Falaise                |
| 14241      | 14310          | Épinay-sur-Odon                           | 629                              | 11,58         | 54               | Les Monts d’Aunay Villers-Bocage                                                                                     | Vire Caen                                        | Pré-Bocage Intercom            |
| 14242      | 14610          | Épron                                     | 1883                             | 1,42          | 1'143            | Caen-3 Caen-4 | Caen                                             | Caen la Mer                    |
| 14243      | 14600          | Équemauville                              | 1557                             | 5,98          | 265              | Honfleur-Deauville Honfleur                                                                                          | Lisieux                                          | Pays de Honfleur-Beuzeville    |
| 14244      | 14700          | Eraines                                   | 286                              | 4,04          | 77               | Falaise Falaise-Sud                                                                                                  | Caen                                             | Pays de Falaise                |
| 14245      | 14270          | Ernes                                     | 323                              | 8,90          | 36               | Falaise Morteaux-Coulibœuf                                                                                           | Caen                                             | Pays de Falaise                |
| 14246      | 14850          | Escoville                                 | 851                              | 5,18          | 156              | Troarn Cabourg | Lisieux Caen                                     | Normandie-Cabourg-Pays d’Auge  |
| 14248      | 14220          | Espins                                    | 246                              | 4,58          | 55               | Le Hom Thury-Harcourt                                                                                                | Caen                                             | Cingal-Suisse Normande         |
| 14249      | 14210          | Esquay-Notre-Dame                         | 1447                             | 3,02          | 474              | Évrecy | Caen                                             | Vallées de l’Orne et de l’Odon |
| 14250      | 14400          | Esquay-sur-Seulles                        | 292                              | 2,90          | 98               | Bayeux Ryes | Bayeux                                           | Bayeux Intercom                |
| 14251      | 14220          | Esson                                     | 570                              | 8,86          | 61               | Le Hom Thury-Harcourt                                                                                                | Caen                                             | Cingal-Suisse Normande         |
| 14252      | 14190          | Estrées-la-Campagne                       | 252                              | 7,45          | 35               | Le Hom Bretteville-sur-Laize                                                                                         | Caen                                             | Cingal-Suisse Normande         |
| 14254      | 14930          | Éterville                                 | 1567                             | 4,87          | 339              | Caen-5 Évrecy | Caen                                             | Caen la Mer                    |
| 14256      | 14400          | Étréham                                   | 327                              | 4,24          | 79               | Trévières | Bayeux                                           | Isigny-Omaha Intercom          |
| 14257      | 14210          | Évrecy                                    | 2052                             | 8,31          | 242              | Évrecy | Caen                                             | Vallées de l’Orne et de l’Odon |
| 14258      | 14700          | Falaise                                   | 7744                             | 11,84         | 673              | Falaise Falaise-Nord Falaise-Sud                                                                                     | Caen                                             | Pays de Falaise                |
| 14260      | 14100          | Fauguernon                                | 228                              | 7,41          | 33               | Pont-l’Évêque Lisieux-1                                                                                              | Lisieux                                          | Lisieux Normandie              |
| 14266      | 14320          | Feuguerolles-Bully                        | 1512                             | 8,18          | 176              | Évrecy | Caen                                             | Vallées de l’Orne et de l’Odon |
| 14269      | 14130          | Fierville-les-Parcs                       | 236                              | 4,91          | 46               | Pont-l’Évêque Blangy-le-Château                                                                                      | Lisieux                                          | Terre d’Auge                   |
| 14270      | 14100          | Firfol                                    | 367                              | 5,01          | 79               | Pont-l’Évêque Lisieux-1                                                                                              | Lisieux                                          | Lisieux Normandie              |
| 14271      | 14123          | Fleury-sur-Orne                           | 5622                             | 6,75          | 732              | Caen-5 Caen-8 | Caen                                             | Caen la Mer                    |
| 14274      | 14790          | Fontaine-Étoupefour                       | 2812                             | 5,08          | 515              | Évrecy | Caen                                             | Vallées de l’Orne et de l’Odon |
| 14275      | 14610          | Fontaine-Henry                            | 519                              | 5,81          | 80               | Thue et Mue Creully                                                                                                  | Bayeux Caen                                      | Seulles Terre et Mer           |
| 14276      | 14190          | Fontaine-le-Pin                           | 340                              | 8,54          | 42               | Falaise Bretteville-sur-Laize                                                                                        | Caen                                             | Pays de Falaise                |
| 14277      | 14320          | Fontenay-le-Marmion                       | 2040                             | 10,16         | 191              | Évrecy Bourguébus | Caen                                             | Vallées de l’Orne et de l’Odon |
| 14278      | 14250          | Fontenay-le-Pesnel                        | 1237                             | 10,07         | 119              | Thue et Mue Tilly-sur-Seulles                                                                                        | Bayeux Caen                                      | Seulles Terre et Mer           |
| 14280      | 14340          | Formentin                                 | 268                              | 5,93          | 43               | Mézidon Vallée d’Auge Cambremer                                                                                      | Lisieux                                          | Terre d’Auge                   |
| 14281      | 14710          | Formigny La Bataille                      | 760                              | 26,24         | 28               | Trévières | Bayeux                                           | Isigny-Omaha Intercom          |
| 14282      | 14240          | Foulognes                                 | 217                              | 6,43          | 32               | Trévières Caumont-l’Éventé                                                                                           | Bayeux                                           | Isigny-Omaha Intercom          |
| 14283      | 14620          | Fourches                                  | 217                              | 4,78          | 47               | Falaise Morteaux-Coulibœuf                                                                                           | Caen                                             | Pays de Falaise                |
| 14284      | 14700          | Fourneaux-le-Val                          | 154                              | 5,39          | 29               | Falaise Falaise-Nord                                                                                                 | Caen                                             | Pays de Falaise                |
| 14286      | 14600          | Fourneville                               | 478                              | 6,86          | 71               | Honfleur-Deauville Honfleur                                                                                          | Lisieux                                          | Pays de Honfleur-Beuzeville    |
| 14287      | 14630          | Frénouville                               | 2022                             | 6,45          | 305              | Troarn Bourguébus | Caen                                             | Val ès Dunes                   |
| 14289      | 14700          | Fresné-la-Mère                            | 572                              | 8,14          | 72               | Falaise Falaise-Sud                                                                                                  | Caen                                             | Pays de Falaise                |
| 14290      | 14680          | Fresney-le-Puceux                         | 803                              | 9,65          | 84               | Le Hom Bretteville-sur-Laize                                                                                         | Caen                                             | Cingal-Suisse Normande         |
| 14291      | 14220          | Fresney-le-Vieux                          | 324                              | 2,48          | 117              | Le Hom Bretteville-sur-Laize                                                                                         | Caen                                             | Cingal-Suisse Normande         |
| 14293      | 14590          | Fumichon                                  | 268                              | 6,63          | 41               | Pont-l’Évêque Lisieux-1                                                                                              | Lisieux                                          | Lisieux Normandie              |
| 14297      | 14210          | Gavrus                                    | 623                              | 2,71          | 215              | Évrecy | Caen                                             | Vallées de l’Orne et de l’Odon |
| 14298      | 14230          | Géfosse-Fontenay                          | 131                              | 11,11         | 12               | Trévières Isigny-sur-Mer                                                                                             | Bayeux                                           | Isigny-Omaha Intercom          |
| 14299      | 14600          | Genneville                                | 819                              | 9,36          | 89               | Honfleur-Deauville Honfleur                                                                                          | Lisieux                                          | Pays de Honfleur-Beuzeville    |
| 14301      | 14730          | Giberville                                | 4956                             | 5,00          | 983              | Ifs Troarn | Caen                                             | Caen la Mer                    |
| 14302      | 14950          | Glanville                                 | 158                              | 6,43          | 26               | Pont-l’Évêque | Lisieux                                          | Terre d’Auge                   |
| 14303      | 14100          | Glos                                      | 924                              | 12,93         | 71               | Lisieux Lisieux-1 | Lisieux                                          | Lisieux Normandie              |
| 14306      | 14810          | Gonneville-en-Auge                        | 392                              | 4,32          | 90               | Cabourg | Lisieux Caen                                     | Normandie-Cabourg-Pays d’Auge  |
| 14304      | 14600          | Gonneville-sur-Honfleur                   | 855                              | 8,50          | 104              | Honfleur-Deauville Honfleur                                                                                          | Lisieux                                          | Pays de Honfleur-Beuzeville    |
| 14305      | 14510          | Gonneville-sur-Mer                        | 652                              | 12,38         | 55               | Cabourg Dozulé | Lisieux                                          | Normandie-Cabourg-Pays d’Auge  |
| 14308      | 14430          | Goustranville                             | 327                              | 10,35         | 26               | Cabourg Dozulé | Lisieux                                          | Normandie-Cabourg-Pays d’Auge  |
| 14309      | 14680          | Gouvix                                    | 828                              | 5,18          | 162              | Le Hom Bretteville-sur-Laize                                                                                         | Caen                                             | Cingal-Suisse Normande         |
| 14310      | 14190          | Grainville-Langannerie                    | 786                              | 5,32          | 133              | Le Hom Bretteville-sur-Laize                                                                                         | Caen                                             | Cingal-Suisse Normande         |
| 14311      | 14210          | Grainville-sur-Odon                       | 1078                             | 5,26          | 199              | Évrecy Tilly-sur-Seulles                                                                                             | Caen                                             | Vallées de l’Orne et de l’Odon |
| 14312      | 14450          | Grandcamp-Maisy                           | 1525                             | 14,85         | 103              | Trévières Isigny-sur-Mer                                                                                             | Bayeux                                           | Isigny-Omaha Intercom          |
| 14316      | 14160          | Grangues                                  | 289                              | 6,61          | 40               | Cabourg Dozulé | Lisieux                                          | Normandie-Cabourg-Pays d’Auge  |
| 14318      | 14470          | Graye-sur-Mer                             | 767                              | 6,54          | 111              | Courseulles-sur-Mer Ryes                                                                                             | Bayeux                                           | Seulles Terre et Mer           |
| 14319      | 14540          | Grentheville                              | 1005                             | 4,08          | 238              | Évrecy Bourguébus | Caen                                             | Caen la Mer                    |
| 14320      | 14220          | Grimbosq                                  | 284                              | 8,63          | 33               | Le Hom Bretteville-sur-Laize                                                                                         | Caen                                             | Cingal-Suisse Normande         |
| 14322      | 14400          | Guéron                                    | 245                              | 5,27          | 46               | Bayeux | Bayeux                                           | Bayeux Intercom                |
| 14325      | 14880          | Hermanville-sur-Mer                       | 3263                             | 8,05          | 386              | Ouistreham Douvres-la-Délivrande                                                                                     | Caen                                             | Caen la Mer                    |
| 14326      | 14100          | Hermival-les-Vaux                         | 860                              | 13,76         | 59               | Pont-l’Évêque Lisieux-1                                                                                              | Lisieux                                          | Lisieux Normandie              |
| 14327      | 14200          | Hérouville-Saint-Clair                    | 22.473                           | 10,64         | 2'120            | Hérouville-Saint-Clair Caen-Hérouville (Caen-6) Hérouville-Saint-Clair                                               | Caen                                             | Caen la Mer                    |
| 14328      | 14850          | Hérouvillette                             | 1353                             | 4,00          | 336              | Cabourg | Lisieux Caen                                     | Normandie-Cabourg-Pays d’Auge  |
| 14329      | 14430          | Heuland                                   | 137                              | 3,02          | 36               | Cabourg Dozulé | Lisieux                                          | Normandie-Cabourg-Pays d’Auge  |
| 14333      | 14600          | Honfleur                                  | 6751                             | 13,67         | 493              | Honfleur-Deauville Honfleur                                                                                          | Lisieux                                          | Pays de Honfleur-Beuzeville    |
| 14335      | 14430          | Hotot-en-Auge                             | 291                              | 24,05         | 12               | Mézidon Vallée d’Auge Cambremer                                                                                      | Lisieux                                          | Normandie-Cabourg-Pays d’Auge  |
| 14336      | 14250          | Hottot-les-Bagues                         | 461                              | 8,39          | 57               | Les Monts d’Aunay Caumont-l’Éventé                                                                                   | Bayeux                                           | Seulles Terre et Mer           |
| 14338      | 14510          | Houlgate                                  | 1657                             | 4,69          | 365              | Cabourg Dozulé | Lisieux                                          | Normandie-Cabourg-Pays d’Auge  |
| 14341      | 14123          | Ifs                                       | 11.868                           | 9,06          | 1'291            | Ifs Caen-10 | Caen                                             | Caen la Mer                    |
| 14342      | 14230          | Isigny-sur-Mer                            | 3549                             | 61,44         | 59               | Trévières Isigny-sur-Mer                                                                                             | Bayeux                                           | Isigny-Omaha Intercom          |
| 14344      | 14670          | Janville                                  | 385                              | 4,44          | 85               | Troarn | Caen                                             | Val ès Dunes                   |
| 14345      | 14170          | Jort                                      | 303                              | 6,58          | 46               | Falaise Morteaux-Coulibœuf                                                                                           | Caen                                             | Pays de Falaise                |
| 14346      | 14250          | Juaye-Mondaye                             | 697                              | 16,12         | 42               | Bayeux Balleroy | Bayeux                                           | Bayeux Intercom                |
| 14348      | 14250          | Juvigny-sur-Seulles                       | 83                               | 3,53          | 23               | Thue et Mue Tilly-sur-Seulles                                                                                        | Bayeux Caen                                      | Seulles Terre et Mer           |
| 14334      | 14100          | L’Hôtellerie                              | 318                              | 5,74          | 55               | Lisieux Lisieux-1 | Lisieux                                          | Lisieux Normandie              |
| 14050      | 14490          | La Bazoque                                | 195                              | 10,14         | 18               | Trévières Balleroy                                                                                                   | Bayeux                                           | Isigny-Omaha Intercom          |
| 14082      | 14340          | La Boissière                              | 188                              | 2,02          | 94               | Mézidon Vallée d’Auge Lisieux-3                                                                                      | Lisieux                                          | Lisieux Normandie              |
| 14122      | 14210          | La Caine                                  | 160                              | 2,41          | 66               | Évrecy | Caen                                             | Vallées de l’Orne et de l’Odon |
| 14124      | 14230          | La Cambe                                  | 552                              | 11,17         | 49               | Trévières Isigny-sur-Mer                                                                                             | Bayeux                                           | Isigny-Omaha Intercom          |
| 14272      | 14710          | La Folie                                  | 107                              | 6,53          | 15               | Trévières Isigny-sur-Mer                                                                                             | Bayeux                                           | Isigny-Omaha Intercom          |
| 14273      | 14290          | La Folletière-Abenon                      | 140                              | 10,75         | 13               | Livarot-Pays-d’Auge Orbec                                                                                            | Lisieux                                          | Lisieux Normandie              |
| 14332      | 14700          | La Hoguette                               | 664                              | 24,44         | 27               | Falaise Falaise-Sud                                                                                                  | Caen                                             | Pays de Falaise                |
| 14337      | 14340          | La Houblonnière                           | 325                              | 7,10          | 46               | Mézidon Vallée d’Auge Lisieux-3                                                                                      | Lisieux                                          | Lisieux Normandie              |
| 14510      | 14690          | La Pommeraye                              | 66                               | 2,80          | 20               | Le Hom Thury-Harcourt                                                                                                | Caen                                             | Cingal-Suisse Normande         |
| 14536      | 14600          | La Rivière-Saint-Sauveur                  | 2535                             | 5,39          | 473              | Honfleur-Deauville Honfleur                                                                                          | Lisieux                                          | Pays de Honfleur-Beuzeville    |
| 14541      | 14340          | La Roque-Baignard                         | 105                              | 4,64          | 26               | Mézidon Vallée d’Auge Cambremer                                                                                      | Lisieux                                          | Terre d’Auge                   |
| 14740      | 14290          | La Vespière-Friardel                      | 1181                             | 18,04         | 65               | Livarot-Pays-d’Auge Orbec                                                                                            | Lisieux                                          | Lisieux Normandie              |
| 14756      | 14570          | La Villette                               | 222                              | 9,74          | 24               | Condé-en-Normandie Thury-Harcourt                                                                                    | Vire Caen                                        | Intercom de la Vire au Noireau |
| 14349      | 14320          | Laize-Clinchamps                          | 2150                             | 8,13          | 260              | Évrecy Bourguébus | Caen                                             | Vallées de l’Orne et de l’Odon |
| 14352      | 14380          | Landelles-et-Coupigny                     | 827                              | 24,67         | 34               | Vire Normandie Saint-Sever-Calvados                                                                                  | Vire                                             | Intercom de la Vire au Noireau |
| 14353      | 14310          | Landes-sur-Ajon                           | 459                              | 6,00          | 75               | Les Monts d’Aunay Villers-Bocage                                                                                     | Vire Caen                                        | Pré-Bocage Intercom            |
| 14354      | 14830          | Langrune-sur-Mer                          | 1893                             | 4,74          | 408              | Courseulles-sur-Mer Douvres-la-Délivrande                                                                            | Caen                                             | Cœur de Nacre                  |
| 14358      | 14340          | Léaupartie                                | 87                               | 3,20          | 28               | Mézidon Vallée d’Auge Cambremer                                                                                      | Lisieux                                          | Terre d’Auge                   |
| 14080      | 14690          | Le Bô                                     | 126                              | 3,90          | 32               | Le Hom Thury-Harcourt                                                                                                | Caen                                             | Cingal-Suisse Normande         |
| 14102      | 14130          | Le Breuil-en-Auge                         | 959                              | 9,39          | 108              | Pont-l’Évêque Blangy-le-Château                                                                                      | Lisieux                                          | Terre d’Auge                   |
| 14103      | 14330          | Le Breuil-en-Bessin                       | 411                              | 4,37          | 93               | Trévières | Bayeux                                           | Isigny-Omaha Intercom          |
| 14104      | 14130          | Le Brévedent                              | 203                              | 4,43          | 37               | Pont-l’Évêque Blangy-le-Château                                                                                      | Lisieux                                          | Terre d’Auge                   |
| 14116      | 14190          | Le Bû-sur-Rouvres                         | 118                              | 2,83          | 39               | Le Hom Bretteville-sur-Laize                                                                                         | Caen                                             | Cingal-Suisse Normande         |
| 14554      | 14540          | Le Castelet                               | 1829                             | 12,55         | 132              | Évrecy | Caen                                             | Caen la Mer                    |
| 14223      | 14690          | Le Détroit                                | 92                               | 5,52          | 16               | Falaise Falaise-Nord                                                                                                 | Caen                                             | Pays de Falaise                |
| 14261      | 14130          | Le Faulq                                  | 325                              | 4,45          | 76               | Pont-l’Évêque Blangy-le-Château                                                                                      | Lisieux                                          | Terre d’Auge                   |
| 14285      | 14340          | Le Fournet                                | 76                               | 2,99          | 24               | Mézidon Vallée d’Auge Cambremer                                                                                      | Lisieux                                          | Terre d’Auge                   |
| 14288      | 14480          | Le Fresne-Camilly                         | 951                              | 7,06          | 132              | Thue et Mue Creully                                                                                                  | Caen                                             | Caen la Mer                    |
| 14400      | 14400          | Le Manoir                                 | 200                              | 5,88          | 37               | Bayeux Ryes | Bayeux                                           | Bayeux Intercom                |
| 14402      | 14620          | Le Marais-la-Chapelle                     | 95                               | 2,42          | 45               | Falaise Morteaux-Coulibœuf                                                                                           | Caen                                             | Pays de Falaise                |
| 14412      | 14260          | Le Mesnil-au-Grain                        | 74                               | 4,30          | 19               | Les Monts d’Aunay Villers-Bocage                                                                                     | Vire Caen                                        | Pré-Bocage Intercom            |
| 14419      | 14100          | Le Mesnil-Eudes                           | 250                              | 8,42          | 31               | Mézidon Vallée d’Auge Lisieux-3                                                                                      | Lisieux                                          | Lisieux Normandie              |
| 14421      | 14100          | Le Mesnil-Guillaume                       | 558                              | 3,85          | 158              | Lisieux Lisieux-1 | Lisieux                                          | Lisieux Normandie              |
| 14424      | 14380          | Le Mesnil-Robert                          | 184                              | 4,08          | 47               | Vire Normandie Saint-Sever-Calvados                                                                                  | Vire                                             | Intercom de la Vire au Noireau |
| 14425      | 14140          | Le Mesnil-Simon                           | 157                              | 9,59          | 17               | Mézidon Vallée d’Auge Lisieux-3                                                                                      | Lisieux                                          | Lisieux Normandie              |
| 14426      | 14130          | Le Mesnil-sur-Blangy                      | 164                              | 7,37          | 22               | Pont-l’Évêque Blangy-le-Château                                                                                      | Lisieux                                          | Terre d’Auge                   |
| 14427      | 14690          | Le Mesnil-Villement                       | 284                              | 3,55          | 83               | Falaise Falaise-Nord                                                                                                 | Caen                                             | Pays de Falaise                |
| 14370      | 14330          | Le Molay-Littry                           | 3092                             | 27,12         | 111              | Trévières Balleroy                                                                                                   | Bayeux                                           | Isigny-Omaha Intercom          |
| 14504      | 14590          | Le Pin                                    | 806                              | 11,53         | 71               | Pont-l’Évêque Lisieux-1                                                                                              | Lisieux                                          | Lisieux Normandie              |
| 14520      | 14340          | Le Pré-d’Auge                             | 849                              | 10,72         | 81               | Mézidon Vallée d’Auge Lisieux-3                                                                                      | Lisieux                                          | Lisieux Normandie              |
| 14687      | 14130          | Le Theil-en-Auge                          | 197                              | 2,78          | 69               | Honfleur-Deauville Honfleur                                                                                          | Lisieux                                          | Pays de Honfleur-Beuzeville    |
| 14694      | 14130          | Le Torquesne                              | 529                              | 5,26          | 97               | Pont-l’Évêque Blangy-le-Château                                                                                      | Lisieux                                          | Terre d’Auge                   |
| 14714      | 14490          | Le Tronquay                               | 762                              | 13,07         | 60               | Trévières Balleroy                                                                                                   | Bayeux                                           | Isigny-Omaha Intercom          |
| 14741      | 14570          | Le Vey                                    | 130                              | 3,53          | 34               | Le Hom Thury-Harcourt                                                                                                | Caen                                             | Cingal-Suisse Normande         |
| 14360      | 14700          | Leffard                                   | 209                              | 6,89          | 31               | Falaise Falaise-Nord                                                                                                 | Caen                                             | Pays de Falaise                |
| 14032      | 14130          | Les Authieux-sur-Calonne                  | 276                              | 10,20         | 27               | Pont-l’Évêque Blangy-le-Château                                                                                      | Lisieux                                          | Terre d’Auge                   |
| 14343      | 14690          | Les Isles-Bardel                          | 71                               | 5,69          | 12               | Falaise Falaise-Nord                                                                                                 | Caen                                             | Pays de Falaise                |
| 14374      | 14240          | Les Loges                                 | 141                              | 4,46          | 32               | Les Monts d’Aunay Aunay-sur-Odon                                                                                     | Vire                                             | Pré-Bocage Intercom            |
| 14375      | 14700          | Les Loges-Saulces                         | 160                              | 6,74          | 25               | Falaise Falaise-Nord                                                                                                 | Caen                                             | Pays de Falaise                |
| 14435      | 14100          | Les Monceaux                              | 211                              | 3,72          | 53               | Mézidon Vallée d’Auge Lisieux-3                                                                                      | Lisieux                                          | Lisieux Normandie              |
| 14027      | 14260 14770    | Les Monts d’Aunay                         | 4664                             | 69,43         | 66               | Les Monts d’Aunay Condé-en-Normandie Aunay-sur-Odon Villers-Bocage                                                   | Vire                                             | Pré-Bocage Intercom            |
| 14457      | 14620          | Les Moutiers-en-Auge                      | 129                              | 10,10         | 13               | Falaise Morteaux-Coulibœuf                                                                                           | Caen                                             | Pays de Falaise                |
| 14458      | 14220          | Les Moutiers-en-Cinglais                  | 528                              | 6,75          | 79               | Le Hom Bretteville-sur-Laize                                                                                         | Caen                                             | Cingal-Suisse Normande         |
| 14362      | 14140          | Lessard-et-le-Chêne                       | 155                              | 10,09         | 16               | Mézidon Vallée d’Auge Lisieux-3                                                                                      | Lisieux                                          | Lisieux Normandie              |
| 14364      | 14250          | Lingèvres                                 | 451                              | 14,46         | 32               | Les Monts d’Aunay Balleroy                                                                                           | Bayeux                                           | Seulles Terre et Mer           |
| 14365      | 14780          | Lion-sur-Mer                              | 2510                             | 4,75          | 534              | Ouistreham Douvres-la-Délivrande                                                                                     | Caen                                             | Caen la Mer                    |
| 14366      | 14100          | Lisieux                                   | 19.540                           | 13,07         | 1'533            | Lisieux Lisieux-1 Lisieux-2 Lisieux-3                                                                                | Lisieux                                          | Lisieux Normandie              |
| 14367      | 14330          | Lison                                     | 438                              | 10,94         | 40               | Trévières Isigny-sur-Mer                                                                                             | Bayeux                                           | Isigny-Omaha Intercom          |
| 14368      | 14140          | Lisores                                   | 259                              | 11,91         | 22               | Livarot-Pays-d’Auge Livarot                                                                                          | Lisieux                                          | Lisieux Normandie              |
| 14369      | 14490          | Litteau                                   | 276                              | 6,94          | 41               | Trévières Balleroy                                                                                                   | Bayeux                                           | Isigny-Omaha Intercom          |
| 14371      | 14140 14290    | Livarot-Pays-d’Auge                       | 6183                             | 180,83        | 34               | Livarot-Pays-d’Auge Livarot                                                                                          | Lisieux                                          | Lisieux Normandie              |
| 14377      | 14400          | Longues-sur-Mer                           | 587                              | 12,29         | 48               | Bayeux Ryes | Bayeux                                           | Bayeux Intercom                |
| 14378      | 14230          | Longueville                               | 286                              | 6,54          | 42               | Trévières Isigny-sur-Mer                                                                                             | Bayeux                                           | Isigny-Omaha Intercom          |
| 14379      | 14310          | Longvillers                               | 356                              | 6,65          | 55               | Les Monts d’Aunay Villers-Bocage                                                                                     | Vire Caen                                        | Pré-Bocage Intercom            |
| 14380      | 14250          | Loucelles                                 | 204                              | 3,07          | 61               | Thue et Mue Tilly-sur-Seulles                                                                                        | Bayeux Caen                                      | Seulles Terre et Mer           |
| 14381      | 14170          | Louvagny                                  | 59                               | 5,50          | 11               | Falaise Morteaux-Coulibœuf                                                                                           | Caen                                             | Pays de Falaise                |
| 14383      | 14111          | Louvigny                                  | 2627                             | 5,64          | 476              | Caen-5 Caen-8 | Caen                                             | Caen la Mer                    |
| 14384      | 14530          | Luc-sur-Mer                               | 3295                             | 3,64          | 883              | Courseulles-sur-Mer Douvres-la-Délivrande                                                                            | Caen                                             | Cœur de Nacre                  |
| 14385      | 14400          | Magny-en-Bessin                           | 160                              | 4,42          | 37               | Bayeux Ryes | Bayeux                                           | Bayeux Intercom                |
| 14389      | 14310          | Maisoncelles-Pelvey                       | 251                              | 5,40          | 49               | Les Monts d’Aunay Villers-Bocage                                                                                     | Vire Caen                                        | Pré-Bocage Intercom            |
| 14390      | 14210          | Maisoncelles-sur-Ajon                     | 201                              | 4,24          | 45               | Les Monts d’Aunay Villers-Bocage                                                                                     | Vire Caen                                        | Pré-Bocage Intercom            |
| 14391      | 14400          | Maisons                                   | 430                              | 6,67          | 59               | Trévières | Bayeux                                           | Isigny-Omaha Intercom          |
| 14393      | 14210          | Maizet                                    | 364                              | 5,72          | 64               | Évrecy | Caen                                             | Vallées de l’Orne et de l’Odon |
| 14394      | 14190          | Maizières                                 | 428                              | 7,15          | 60               | Falaise Bretteville-sur-Laize                                                                                        | Caen                                             | Pays de Falaise                |
| 14037      | 14260          | Malherbe-sur-Ajon                         | 573                              | 11,77         | 48               | Les Monts d’Aunay Villers-Bocage                                                                                     | Vire Caen                                        | Pré-Bocage Intercom            |
| 14396      | 14930          | Maltot                                    | 1044                             | 4,24          | 242              | Évrecy | Caen                                             | Vallées de l’Orne et de l’Odon |
| 14397      | 14710          | Mandeville-en-Bessin                      | 309                              | 8,83          | 38               | Trévières | Bayeux                                           | Isigny-Omaha Intercom          |
| 14398      | 14340          | Manerbe                                   | 545                              | 18,27         | 30               | Mézidon Vallée d’Auge Blangy-le-Château                                                                              | Lisieux                                          | Terre d’Auge                   |
| 14399      | 14130          | Manneville-la-Pipard                      | 262                              | 6,31          | 44               | Pont-l’Évêque Blangy-le-Château                                                                                      | Lisieux                                          | Terre d’Auge                   |
| 14401      | 14117          | Manvieux                                  | 136                              | 2,82          | 47               | Bayeux Ryes | Bayeux                                           | Bayeux Intercom                |
| 14403      | 14100          | Marolles                                  | 737                              | 12,22         | 61               | Lisieux Lisieux-1 | Lisieux                                          | Lisieux Normandie              |
| 14404      | 14220          | Martainville                              | 119                              | 5,84          | 21               | Le Hom Thury-Harcourt                                                                                                | Caen                                             | Cingal-Suisse Normande         |
| 14405      | 14700          | Martigny-sur-l’Ante                       | 322                              | 9,34          | 35               | Falaise Falaise-Nord                                                                                                 | Caen                                             | Pays de Falaise                |
| 14407      | 14920          | Mathieu                                   | 2339                             | 9,41          | 243              | Ouistreham Douvres-la-Délivrande                                                                                     | Caen                                             | Caen la Mer                    |
| 14409      | 14810          | Merville-Franceville-Plage                | 2222                             | 10,42         | 210              | Cabourg | Lisieux Caen                                     | Normandie-Cabourg-Pays d’Auge  |
| 14410      | 14370          | Méry-Bissières-en-Auge                    | 1082                             | 9,12          | 118              | Mézidon Vallée d’Auge Mézidon-Canon                                                                                  | Lisieux                                          | Lisieux Normandie              |
| 14411      | 14220          | Meslay                                    | 344                              | 5,69          | 54               | Le Hom Thury-Harcourt                                                                                                | Caen                                             | Cingal-Suisse Normande         |
| 14430      | 14960          | Meuvaines                                 | 137                              | 7,36          | 19               | Courseulles-sur-Mer Ryes                                                                                             | Bayeux                                           | Seulles Terre et Mer           |
| 14431      | 14270          | Mézidon Vallée d’Auge                     | 9678                             | 103,18        | 93               | Mézidon Vallée d’Auge Mézidon-Canon                                                                                  | Lisieux                                          | Lisieux Normandie              |
| 14436      | 14400          | Monceaux-en-Bessin                        | 567                              | 4,73          | 118              | Bayeux | Bayeux                                           | Bayeux Intercom                |
| 14437      | 14120          | Mondeville                                | 10.286                           | 9,05          | 1'102            | Ifs Caen-7 | Caen                                             | Caen la Mer                    |
| 14438      | 14210          | Mondrainville                             | 584                              | 3,17          | 172              | Évrecy Tilly-sur-Seulles                                                                                             | Caen                                             | Vallées de l’Orne et de l’Odon |
| 14439      | 14230          | Monfréville                               | 96                               | 7,22          | 12               | Trévières Isigny-sur-Mer                                                                                             | Bayeux                                           | Isigny-Omaha Intercom          |
| 14445      | 14490          | Montfiquet                                | 85                               | 19,54         | 5                | Trévières Balleroy                                                                                                   | Bayeux                                           | Isigny-Omaha Intercom          |
| 14446      | 14210          | Montigny                                  | 90                               | 3,91          | 25               | Évrecy | Caen                                             | Vallées de l’Orne et de l’Odon |
| 14713      | 14210          | Montillières-sur-Orne                     | 561                              | 9,31          | 62               | Le Hom | Caen                                             | Cingal-Suisse Normande         |
| 14448      | 14340          | Montreuil-en-Auge                         | 65                               | 3,37          | 19               | Mézidon Vallée d’Auge Cambremer                                                                                      | Lisieux                                          | Lisieux Normandie              |
| 14449      | 14310          | Monts-en-Bessin                           | 417                              | 7,16          | 57               | Les Monts d’Aunay Villers-Bocage                                                                                     | Vire Caen                                        | Pré-Bocage Intercom            |
| 14452      | 14620          | Morteaux-Coulibœuf                        | 607                              | 11,76         | 53               | Falaise Morteaux-Coulibœuf                                                                                           | Caen                                             | Pays de Falaise                |
| 14453      | 14400          | Mosles                                    | 348                              | 6,42          | 55               | Trévières | Bayeux                                           | Isigny-Omaha Intercom          |
| 14454      | 14790          | Mouen                                     | 1779                             | 4,16          | 391              | Caen-1 Tilly-sur-Seulles                                                                                             | Caen                                             | Caen la Mer                    |
| 14455      | 14220          | Moulines                                  | 274                              | 9,38          | 30               | Le Hom Bretteville-sur-Laize                                                                                         | Caen                                             | Cingal-Suisse Normande         |
| 14406      | 14740          | Moulins en Bessin                         | 1124                             | 17,30         | 65               | Thue et Mue Creully                                                                                                  | Bayeux Caen                                      | Seulles Terre et Mer           |
| 14456      | 14370          | Moult-Chicheboville                       | 3404                             | 17,80         | 184              | Troarn Bourguébus | Caen                                             | Val ès Dunes                   |
| 14460      | 14590          | Moyaux                                    | 1369                             | 16,23         | 83               | Pont-l’Évêque Lisieux-1                                                                                              | Lisieux                                          | Lisieux Normandie              |
| 14461      | 14220          | Mutrécy                                   | 578                              | 6,71          | 70               | Le Hom Bretteville-sur-Laize                                                                                         | Caen                                             | Cingal-Suisse Normande         |
| 14465      | 14400          | Nonant                                    | 516                              | 6,82          | 73               | Bayeux | Bayeux                                           | Bayeux Intercom                |
| 14466      | 14100          | Norolles                                  | 350                              | 6,52          | 52               | Pont-l’Évêque Blangy-le-Château                                                                                      | Lisieux                                          | Terre d’Auge                   |
| 14467      | 14700          | Noron-l’Abbaye                            | 317                              | 7,62          | 42               | Falaise Falaise-Nord                                                                                                 | Caen                                             | Pays de Falaise                |
| 14468      | 14490          | Noron-la-Poterie                          | 335                              | 3,01          | 121              | Trévières Balleroy                                                                                                   | Bayeux                                           | Isigny-Omaha Intercom          |
| 14469      | 14620          | Norrey-en-Auge                            | 95                               | 8,86          | 10               | Falaise Morteaux-Coulibœuf                                                                                           | Caen                                             | Pays de Falaise                |
| 14474      | 14340          | Notre-Dame-d’Estrées-Corbon               | 198                              | 11,52         | 17               | Mézidon Vallée d’Auge Cambremer                                                                                      | Lisieux                                          | Lisieux Normandie              |
| 14473      | 14340          | Notre-Dame-de-Livaye                      | 107                              | 2,67          | 42               | Mézidon Vallée d’Auge Mézidon-Canon                                                                                  | Lisieux                                          | Lisieux Normandie              |
| 14658      | 14380          | Noues de Sienne                           | 4236                             | 117,58        | 37               | Vire Normandie Saint-Sever-Calvados                                                                                  | Vire                                             | Intercom de la Vire au Noireau |
| 14476      | 14170          | Olendon                                   | 186                              | 7,45          | 24               | Falaise Morteaux-Coulibœuf                                                                                           | Caen                                             | Pays de Falaise                |
| 14478      | 14290          | Orbec                                     | 1963                             | 10,14         | 194              | Livarot-Pays-d’Auge Orbec                                                                                            | Lisieux                                          | Lisieux Normandie              |
| 14480      | 14230          | Osmanville                                | 510                              | 10,88         | 48               | Trévières Isigny-sur-Mer                                                                                             | Bayeux                                           | Isigny-Omaha Intercom          |
| 14482      | 14270          | Ouézy                                     | 232                              | 4,64          | 51               | Troarn Bourguébus | Caen                                             | Val ès Dunes                   |
| 14483      | 14220          | Ouffières                                 | 197                              | 4,21          | 45               | Le Hom Évrecy | Caen                                             | Cingal-Suisse Normande         |
| 14484      | 14590          | Ouilly-du-Houley                          | 254                              | 8,92          | 27               | Pont-l’Évêque Lisieux-1                                                                                              | Lisieux                                          | Lisieux Normandie              |
| 14486      | 14190          | Ouilly-le-Tesson                          | 561                              | 12,00         | 48               | Falaise Bretteville-sur-Laize                                                                                        | Caen                                             | Pays de Falaise                |
| 14487      | 14100          | Ouilly-le-Vicomte                         | 759                              | 7,73          | 100              | Pont-l’Évêque Lisieux-1                                                                                              | Lisieux                                          | Lisieux Normandie              |
| 14488      | 14150          | Ouistreham                                | 9261                             | 9,95          | 939              | Ouistreham | Caen                                             | Caen la Mer                    |
| 14491      | 14310          | Parfouru-sur-Odon                         | 197                              | 3,65          | 54               | Les Monts d’Aunay Villers-Bocage                                                                                     | Vire Caen                                        | Pré-Bocage Intercom            |
| 14492      | 14600          | Pennedepie                                | 317                              | 5,68          | 55               | Honfleur-Deauville Honfleur                                                                                          | Lisieux                                          | Pays de Honfleur-Beuzeville    |
| 14494      | 14160          | Périers-en-Auge                           | 121                              | 5,09          | 25               | Cabourg Dozulé | Lisieux                                          | Normandie-Cabourg-Pays d’Auge  |
| 14495      | 14112          | Périers-sur-le-Dan                        | 581                              | 2,95          | 186              | Ouistreham | Caen                                             | Caen la Mer                    |
| 14496      | 14770          | Périgny                                   | 57                               | 2,66          | 21               | Condé-en-Normandie Condé-sur-Noireau                                                                                 | Vire                                             | Intercom de la Vire au Noireau |
| 14497      | 14170          | Perrières                                 | 341                              | 8,17          | 41               | Falaise Morteaux-Coulibœuf                                                                                           | Caen                                             | Pays de Falaise                |
| 14498      | 14700          | Pertheville-Ners                          | 236                              | 8,25          | 29               | Falaise Falaise-Sud                                                                                                  | Caen                                             | Pays de Falaise                |
| 14499      | 14390          | Petiville                                 | 559                              | 2,89          | 185              | Cabourg | Lisieux Caen                                     | Normandie-Cabourg-Pays d’Auge  |
| 14500      | 14130          | Pierrefitte-en-Auge                       | 154                              | 5,48          | 29               | Pont-l’Évêque | Lisieux                                          | Terre d’Auge                   |
| 14501      | 14690          | Pierrefitte-en-Cinglais                   | 237                              | 10,72         | 23               | Falaise Falaise-Nord                                                                                                 | Caen                                             | Pays de Falaise                |
| 14502      | 14690          | Pierrepont                                | 84                               | 4,29          | 21               | Falaise Falaise-Nord                                                                                                 | Caen                                             | Pays de Falaise                |
| 14506      | 14490          | Planquery                                 | 248                              | 14,37         | 17               | Trévières Balleroy                                                                                                   | Bayeux                                           | Isigny-Omaha Intercom          |
| 14509      | 14440          | Plumetot                                  | 203                              | 1,23          | 172              | Courseulles-sur-Mer Douvres-la-Délivrande                                                                            | Caen                                             | Cœur de Nacre                  |
| 14511      | 14380          | Pont-Bellanger                            | 64                               | 3,54          | 19               | Vire Normandie Saint-Sever-Calvados                                                                                  | Vire                                             | Intercom de la Vire au Noireau |
| 14764      | 14690          | Pont-d’Ouilly                             | 999                              | 19,50         | 50               | Falaise Falaise-Nord                                                                                                 | Caen                                             | Pays de Falaise                |
| 14512      | 14110          | Pontécoulant                              | 71                               | 2,38          | 31               | Condé-en-Normandie Condé-sur-Noireau                                                                                 | Vire                                             | Intercom de la Vire au Noireau |
| 14514      | 14130          | Pont-l’Évêque                             | 5116                             | 12,98         | 356              | Pont-l’Évêque | Lisieux                                          | Terre d’Auge                   |
| 14355      | 14480          | Ponts sur Seulles                         | 1211                             | 12,86         | 93               | Thue et Mue Creully                                                                                                  | Bayeux Caen                                      | Seulles Terre et Mer           |
| 14515      | 14520          | Port-en-Bessin-Huppain                    | 1888                             | 7,56          | 256              | Bayeux Ryes | Bayeux                                           | Bayeux Intercom                |
| 14516      | 14420          | Potigny                                   | 2076                             | 4,26          | 488              | Falaise Falaise-Nord                                                                                                 | Caen                                             | Pays de Falaise                |
| 14519      | 14210          | Préaux-Bocage                             | 113                              | 4,32          | 29               | Évrecy | Caen                                             | Vallées de l’Orne et de l’Odon |
| 14522      | 14140          | Prêtreville                               | 390                              | 11,23         | 35               | Mézidon Vallée d’Auge Lisieux-3                                                                                      | Lisieux                                          | Lisieux Normandie              |
| 14524      | 14430          | Putot-en-Auge                             | 311                              | 6,58          | 45               | Cabourg Dozulé | Lisieux                                          | Normandie-Cabourg-Pays d’Auge  |
| 14528      | 14130          | Quetteville                               | 398                              | 10,32         | 38               | Honfleur-Deauville Honfleur                                                                                          | Lisieux                                          | Pays de Honfleur-Beuzeville    |
| 14529      | 14400          | Ranchy                                    | 273                              | 5,14          | 51               | Bayeux | Bayeux                                           | Bayeux Intercom                |
| 14530      | 14860          | Ranville                                  | 2055                             | 8,42          | 227              | Cabourg | Lisieux Caen                                     | Normandie-Cabourg-Pays d’Auge  |
| 14531      | 14690          | Rapilly                                   | 46                               | 4,19          | 11               | Falaise Falaise-Nord                                                                                                 | Caen                                             | Pays de Falaise                |
| 14533      | 14340          | Repentigny                                | 101                              | 2,13          | 45               | Mézidon Vallée d’Auge Cambremer                                                                                      | Lisieux                                          | Terre d’Auge                   |
| 14534      | 14130          | Reux                                      | 406                              | 7,39          | 53               | Pont-l’Évêque | Lisieux                                          | Terre d’Auge                   |
| 14535      | 14470          | Reviers                                   | 601                              | 4,38          | 126              | Thue et Mue Creully                                                                                                  | Caen                                             | Cœur de Nacre                  |
| 14540      | 14100          | Rocques                                   | 286                              | 6,14          | 47               | Pont-l’Évêque Lisieux-1                                                                                              | Lisieux                                          | Lisieux Normandie              |
| 14542      | 14740          | Rosel                                     | 643                              | 3,90          | 137              | Thue et Mue Creully                                                                                                  | Caen                                             | Caen la Mer                    |
| 14543      | 14980          | Rots                                      | 2541                             | 23,40         | 105              | Thue et Mue Tilly-sur-Seulles                                                                                        | Caen                                             | Caen la Mer                    |
| 14546      | 14190          | Rouvres                                   | 222                              | 8,87          | 25               | Falaise Bretteville-sur-Laize                                                                                        | Caen                                             | Pays de Falaise                |
| 14547      | 14710          | Rubercy                                   | 151                              | 5,54          | 29               | Trévières | Bayeux                                           | Isigny-Omaha Intercom          |
| 14550      | 14340          | Rumesnil                                  | 88                               | 5,35          | 18               | Mézidon Vallée d’Auge Cambremer                                                                                      | Lisieux                                          | Normandie-Cabourg-Pays d’Auge  |
| 14552      | 14400          | Ryes                                      | 491                              | 9,59          | 53               | Bayeux Ryes | Bayeux                                           | Bayeux Intercom                |
| 14555      | 14130          | Saint-André-d’Hébertot                    | 450                              | 9,79          | 46               | Pont-l’Évêque Blangy-le-Château                                                                                      | Lisieux                                          | Terre d’Auge                   |
| 14556      | 14320          | Saint-André-sur-Orne                      | 1727                             | 3,68          | 495              | Caen-5 Bourguébus | Caen                                             | Caen la Mer                    |
| 14557      | 14800          | Saint-Arnoult                             | 1103                             | 5,12          | 221              | Pont-l’Évêque Trouville-sur-Mer                                                                                      | Lisieux                                          | Cœur Côte Fleurie              |
| 14558      | 14970          | Saint-Aubin-d’Arquenay                    | 1119                             | 3,29          | 332              | Ouistreham | Caen                                             | Caen la Mer                    |
| 14559      | 14380          | Saint-Aubin-des-Bois                      | 221                              | 8,26          | 28               | Vire Normandie Saint-Sever-Calvados                                                                                  | Vire                                             | Intercom de la Vire au Noireau |
| 14562      | 14750          | Saint-Aubin-sur-Mer                       | 2125                             | 3,03          | 738              | Courseulles-sur-Mer Douvres-la-Délivrande                                                                            | Caen                                             | Cœur de Nacre                  |
| 14563      | 14130          | Saint-Benoît-d’Hébertot                   | 467                              | 7,13          | 60               | Pont-l’Évêque | Lisieux                                          | Terre d’Auge                   |
| 14565      | 14960          | Saint-Côme-de-Fresné                      | 252                              | 4,31          | 60               | Courseulles-sur-Mer Ryes                                                                                             | Bayeux                                           | Bayeux Intercom                |
| 14566      | 14280          | Saint-Contest                             | 2459                             | 8,05          | 314              | Caen-2 | Caen                                             | Caen la Mer                    |
| 14571      | 14100          | Saint-Denis-de-Mailloc                    | 301                              | 4,25          | 72               | Livarot-Pays-d’Auge Orbec                                                                                            | Lisieux                                          | Lisieux Normandie              |
| 14572      | 14110          | Saint-Denis-de-Méré                       | 760                              | 11,37         | 69               | Condé-en-Normandie Thury-Harcourt                                                                                    | Vire Caen                                        | Intercom de la Vire au Noireau |
| 14574      | 14100          | Saint-Désir                               | 1772                             | 19,35         | 90               | Mézidon Vallée d’Auge Lisieux-3                                                                                      | Lisieux                                          | Lisieux Normandie              |
| 14569      | 14480          | Sainte-Croix-sur-Mer                      | 244                              | 2,08          | 113              | Courseulles-sur-Mer Ryes                                                                                             | Bayeux                                           | Seulles Terre et Mer           |
| 14590      | 14240          | Sainte-Honorine-de-Ducy                   | 136                              | 4,99          | 27               | Trévières Caumont-l’Éventé                                                                                           | Bayeux                                           | Isigny-Omaha Intercom          |
| 14592      | 14210          | Sainte-Honorine-du-Fay                    | 1333                             | 7,56          | 177              | Évrecy | Caen                                             | Vallées de l’Orne et de l’Odon |
| 14614      | 14330          | Sainte-Marguerite-d’Elle                  | 755                              | 20,49         | 38               | Trévières Isigny-sur-Mer                                                                                             | Bayeux                                           | Isigny-Omaha Intercom          |
| 14619      | 14380          | Sainte-Marie-Outre-l’Eau                  | 128                              | 5,75          | 22               | Vire Normandie Saint-Sever-Calvados                                                                                  | Vire                                             | Intercom de la Vire au Noireau |
| 14575      | 14950          | Saint-Étienne-la-Thillaye                 | 381                              | 12,36         | 31               | Pont-l’Évêque | Lisieux                                          | Terre d’Auge                   |
| 14578      | 14130          | Saint-Gatien-des-Bois                     | 1313                             | 49,11         | 28               | Honfleur-Deauville Honfleur                                                                                          | Lisieux                                          | Cœur Côte Fleurie              |
| 14582      | 14100          | Saint-Germain-de-Livet                    | 698                              | 16,41         | 45               | Mézidon Vallée d’Auge Lisieux-3                                                                                      | Lisieux                                          | Lisieux Normandie              |
| 14586      | 14230          | Saint-Germain-du-Pert                     | 151                              | 6,03          | 27               | Trévières Isigny-sur-Mer                                                                                             | Bayeux                                           | Isigny-Omaha Intercom          |
| 14587      | 14280          | Saint-Germain-la-Blanche-Herbe            | 2493                             | 2,63          | 874              | Caen-2 | Caen                                             | Caen la Mer                    |
| 14588      | 14700          | Saint-Germain-Langot                      | 352                              | 10,35         | 32               | Falaise Falaise-Nord                                                                                                 | Caen                                             | Pays de Falaise                |
| 14589      | 14190          | Saint-Germain-le-Vasson                   | 960                              | 9,41          | 101              | Le Hom Bretteville-sur-Laize                                                                                         | Caen                                             | Cingal-Suisse Normande         |
| 14593      | 14130          | Saint-Hymer                               | 668                              | 12,32         | 56               | Pont-l’Évêque | Lisieux                                          | Terre d’Auge                   |
| 14595      | 14100          | Saint-Jean-de-Livet                       | 238                              | 3,47          | 68               | Mézidon Vallée d’Auge Lisieux-3                                                                                      | Lisieux                                          | Lisieux Normandie              |
| 14598      | 14430          | Saint-Jouin                               | 280                              | 5,03          | 46               | Cabourg Dozulé | Lisieux                                          | Normandie-Cabourg-Pays d’Auge  |
| 14601      | 14130          | Saint-Julien-sur-Calonne                  | 172                              | 8,54          | 20               | Pont-l’Évêque | Lisieux                                          | Terre d’Auge                   |
| 14602      | 14570          | Saint-Lambert                             | 265                              | 7,45          | 36               | Le Hom Thury-Harcourt                                                                                                | Caen                                             | Cingal-Suisse Normande         |
| 14603      | 14220          | Saint-Laurent-de-Condel                   | 510                              | 12,31         | 41               | Le Hom Bretteville-sur-Laize                                                                                         | Caen                                             | Cingal-Suisse Normande         |
| 14605      | 14710          | Saint-Laurent-sur-Mer                     | 262                              | 3,90          | 68               | Trévières | Bayeux                                           | Isigny-Omaha Intercom          |
| 14606      | 14430          | Saint-Léger-Dubosq                        | 239                              | 4,06          | 52               | Cabourg Dozulé | Lisieux                                          | Normandie-Cabourg-Pays d’Auge  |
| 14607      | 14310          | Saint-Louet-sur-Seulles                   | 135                              | 4,33          | 33               | Les Monts d’Aunay Villers-Bocage                                                                                     | Vire Caen                                        | Pré-Bocage Intercom            |
| 14609      | 14400          | Saint-Loup-Hors                           | 521                              | 5,29          | 103              | Bayeux | Bayeux                                           | Bayeux Intercom                |
| 14610      | 14740          | Saint-Manvieu-Norrey                      | 2141                             | 8,28          | 236              | Thue et Mue Tilly-sur-Seulles                                                                                        | Caen                                             | Caen la Mer                    |
| 14613      | 14330          | Saint-Marcouf                             | 86                               | 5,03          | 19               | Trévières Isigny-sur-Mer                                                                                             | Bayeux                                           | Isigny-Omaha Intercom          |
| 14620      | 14130          | Saint-Martin-aux-Chartrains               | 427                              | 5,06          | 83               | Pont-l’Évêque | Lisieux                                          | Terre d’Auge                   |
| 14621      | 14290          | Saint-Martin-de-Bienfaite-la-Cressonnière | 530                              | 11,55         | 38               | Livarot-Pays-d’Auge Orbec                                                                                            | Lisieux                                          | Lisieux Normandie              |
| 14622      | 14710          | Saint-Martin-de-Blagny                    | 120                              | 8,89          | 14               | Trévières Balleroy                                                                                                   | Bayeux                                           | Isigny-Omaha Intercom          |
| 14625      | 14100          | Saint-Martin-de-la-Lieue                  | 767                              | 8,40          | 92               | Lisieux Lisieux-2 | Lisieux                                          | Lisieux Normandie              |
| 14626      | 14100          | Saint-Martin-de-Mailloc                   | 999                              | 7,17          | 130              | Mézidon Vallée d’Auge Orbec                                                                                          | Lisieux                                          | Lisieux Normandie              |
| 14408      | 14320          | Saint-Martin-de-May                       | 4528                             | 14,21         | 319              | Évrecy | Caen                                             | Vallées de l’Orne et de l’Odon |
| 14627      | 14700          | Saint-Martin-de-Mieux                     | 391                              | 10,12         | 39               | Falaise Falaise-Nord                                                                                                 | Caen                                             | Pays de Falaise                |
| 14630      | 14400          | Saint-Martin-des-Entrées                  | 760                              | 5,99          | 118              | Bayeux | Bayeux                                           | Bayeux Intercom                |
| 14635      | 14220          | Saint-Omer                                | 190                              | 8,07          | 23               | Le Hom Thury-Harcourt                                                                                                | Caen                                             | Cingal-Suisse Normande         |
| 14637      | 14670          | Saint-Ouen-du-Mesnil-Oger                 | 227                              | 5,89          | 35               | Troarn | Caen                                             | Val ès Dunes                   |
| 14639      | 14340          | Saint-Ouen-le-Pin                         | 256                              | 5,59          | 46               | Mézidon Vallée d’Auge Cambremer                                                                                      | Lisieux                                          | Lisieux Normandie              |
| 14640      | 14670          | Saint-Pair                                | 245                              | 3,28          | 72               | Troarn | Caen                                             | Val ès Dunes                   |
| 14643      | 14490          | Saint-Paul-du-Vernay                      | 830                              | 15,13         | 55               | Trévières Balleroy                                                                                                   | Bayeux                                           | Isigny-Omaha Intercom          |
| 14644      | 14130          | Saint-Philbert-des-Champs                 | 650                              | 12,03         | 54               | Pont-l’Évêque Blangy-le-Château                                                                                      | Lisieux                                          | Terre d’Auge                   |
| 14645      | 14950          | Saint-Pierre-Azif                         | 165                              | 6,17          | 26               | Pont-l’Évêque Dozulé                                                                                                 | Lisieux                                          | Cœur Côte Fleurie              |
| 14646      | 14700          | Saint-Pierre-Canivet                      | 461                              | 7,01          | 63               | Falaise Falaise-Nord                                                                                                 | Caen                                             | Pays de Falaise                |
| 14648      | 14100          | Saint-Pierre-des-Ifs                      | 453                              | 11,16         | 41               | Mézidon Vallée d’Auge Lisieux-3                                                                                      | Lisieux                                          | Lisieux Normandie              |
| 14649      | 14700          | Saint-Pierre-du-Bû                        | 442                              | 7,39          | 64               | Falaise Falaise-Nord                                                                                                 | Caen                                             | Pays de Falaise                |
| 14650      | 14260          | Saint-Pierre-du-Fresne                    | 181                              | 3,43          | 55               | Les Monts d’Aunay Aunay-sur-Odon                                                                                     | Vire                                             | Pré-Bocage Intercom            |
| 14651      | 14670          | Saint-Pierre-du-Jonquet                   | 291                              | 8,17          | 32               | Troarn | Caen                                             | Val ès Dunes                   |
| 14652      | 14450          | Saint-Pierre-du-Mont                      | 73                               | 4,96          | 16               | Trévières Isigny-sur-Mer                                                                                             | Bayeux                                           | Isigny-Omaha Intercom          |
| 14654      | 14170          | Saint-Pierre-en-Auge                      | 7265                             | 144,97        | 51               | Livarot-Pays-d’Auge Saint-Pierre-sur-Dives                                                                           | Lisieux                                          | Lisieux Normandie              |
| 14656      | 14570          | Saint-Rémy                                | 982                              | 7,52          | 131              | Le Hom Thury-Harcourt                                                                                                | Caen                                             | Cingal-Suisse Normande         |
| 14657      | 14670          | Saint-Samson                              | 313                              | 3,66          | 86               | Troarn Dozulé | Lisieux                                          | Normandie-Cabourg-Pays d’Auge  |
| 14659      | 14190          | Saint-Sylvain                             | 1454                             | 13,48         | 106              | Le Hom Bretteville-sur-Laize                                                                                         | Caen                                             | Val ès Dunes                   |
| 14660      | 14640          | Saint-Vaast-en-Auge                       | 115                              | 2,98          | 32               | Cabourg Dozulé | Lisieux                                          | Normandie-Cabourg-Pays d’Auge  |
| 14661      | 14250          | Saint-Vaast-sur-Seulles                   | 159                              | 4,25          | 36               | Thue et Mue Tilly-sur-Seulles                                                                                        | Bayeux Caen                                      | Seulles Terre et Mer           |
| 14663      | 14400          | Saint-Vigor-le-Grand                      | 2533                             | 9,70          | 257              | Bayeux | Bayeux                                           | Bayeux Intercom                |
| 14664      | 14240          | Sallen                                    | 320                              | 11,21         | 28               | Trévières Caumont-l’Éventé                                                                                           | Bayeux                                           | Isigny-Omaha Intercom          |
| 14665      | 14121          | Sallenelles                               | 290                              | 1,25          | 235              | Cabourg | Lisieux Caen                                     | Normandie-Cabourg-Pays d’Auge  |
| 14666      | 14940          | Sannerville                               | 1884                             | 5,14          | 371              | Troarn | Caen                                             | Caen la Mer                    |
| 14667      | 14330          | Saon                                      | 223                              | 5,24          | 42               | Trévières | Bayeux                                           | Isigny-Omaha Intercom          |
| 14668      | 14330          | Saonnet                                   | 328                              | 5,34          | 60               | Trévières | Bayeux                                           | Isigny-Omaha Intercom          |
| 14669      | 14170          | Sassy                                     | 212                              | 9,56          | 22               | Falaise Morteaux-Coulibœuf                                                                                           | Caen                                             | Pays de Falaise                |
| 14579      | 14260 14310    | Seulline                                  | 1309                             | 31,67         | 42               | Les Monts d’Aunay Aunay-sur-Odon                                                                                     | Vire                                             | Pré-Bocage Intercom            |
| 14674      | 14190          | Soignolles                                | 116                              | 5,77          | 22               | Le Hom Bretteville-sur-Laize                                                                                         | Caen                                             | Cingal-Suisse Normande         |
| 14675      | 14540          | Soliers                                   | 2190                             | 5,08          | 401              | Évrecy Bourguébus | Caen                                             | Caen la Mer                    |
| 14676      | 14400          | Sommervieu                                | 987                              | 4,30          | 231              | Bayeux Ryes | Bayeux                                           | Bayeux Intercom                |
| 14677      | 14700          | Soulangy                                  | 250                              | 7,18          | 35               | Falaise Falaise-Nord                                                                                                 | Caen                                             | Pays de Falaise                |
| 14061      | 14260 14350    | Souleuvre en Bocage                       | 8643                             | 187,28        | 48               | Condé-en-Normandie Le Bény-Bocage                                                                                    | Vire                                             | Intercom de la Vire au Noireau |
| 14678      | 14420          | Soumont-Saint-Quentin                     | 635                              | 6,87          | 82               | Falaise Falaise-Nord                                                                                                 | Caen                                             | Pays de Falaise                |
| 14679      | 14400          | Subles                                    | 675                              | 2,44          | 273              | Bayeux | Bayeux                                           | Bayeux Intercom                |
| 14680      | 14400          | Sully                                     | 167                              | 4,00          | 38               | Bayeux | Bayeux                                           | Bayeux Intercom                |
| 14681      | 14710          | Surrain                                   | 142                              | 7,08          | 21               | Trévières | Bayeux                                           | Isigny-Omaha Intercom          |
| 14682      | 14130          | Surville                                  | 474                              | 4,80          | 94               | Pont-l’Évêque | Lisieux                                          | Terre d’Auge                   |
| 14357      | 14770          | Terres de Druance                         | 891                              | 37,19         | 24               | Condé-en-Normandie Condé-sur-Noireau                                                                                 | Vire                                             | Intercom de la Vire au Noireau |
| 14684      | 14250          | Tessel                                    | 248                              | 5,54          | 46               | Thue et Mue Tilly-sur-Seulles                                                                                        | Bayeux Caen                                      | Seulles Terre et Mer           |
| 14685      | 14610          | Thaon                                     | 1851                             | 8,30          | 208              | Thue et Mue Creully                                                                                                  | Caen                                             | Caen la Mer                    |
| 14098      | 14740          | Thue et Mue                               | 6189                             | 36,82         | 166              | Thue et Mue Tilly-sur-Seulles                                                                                        | Caen                                             | Caen la Mer                    |
| 14689      | 14220          | Thury-Harcourt-le-Hom                     | 3593                             | 46,93         | 77               | Le Hom Évrecy Thury-Harcourt                                                                                         | Caen                                             | Cingal-Suisse Normande         |
| 14692      | 14250          | Tilly-sur-Seulles                         | 1813                             | 8,98          | 194              | Thue et Mue Tilly-sur-Seulles                                                                                        | Bayeux Caen                                      | Seulles Terre et Mer           |
| 14698      | 14940          | Touffréville                              | 391                              | 5,75          | 68               | Troarn | Lisieux Caen                                     | Normandie-Cabourg-Pays d’Auge  |
| 14699      | 14800          | Touques                                   | 3857                             | 8,13          | 459              | Honfleur-Deauville Trouville-sur-Mer                                                                                 | Lisieux                                          | Cœur Côte Fleurie              |
| 14700      | 14400          | Tour-en-Bessin                            | 694                              | 10,31         | 64               | Trévières | Bayeux                                           | Isigny-Omaha Intercom          |
| 14701      | 14800          | Tourgéville                               | 846                              | 12,01         | 65               | Pont-l’Évêque Trouville-sur-Mer                                                                                      | Lisieux                                          | Cœur Côte Fleurie              |
| 14705      | 14330          | Tournières                                | 147                              | 3,41          | 45               | Trévières Balleroy                                                                                                   | Bayeux                                           | Isigny-Omaha Intercom          |
| 14706      | 14130          | Tourville-en-Auge                         | 258                              | 3,16          | 76               | Pont-l’Évêque | Lisieux                                          | Terre d’Auge                   |
| 14707      | 14210          | Tourville-sur-Odon                        | 1140                             | 1,70          | 658              | Caen-1 Évrecy | Caen                                             | Caen la Mer                    |
| 14708      | 14310          | Tracy-Bocage                              | 305                              | 5,24          | 57               | Les Monts d’Aunay Villers-Bocage                                                                                     | Vire Caen                                        | Pré-Bocage Intercom            |
| 14709      | 14117          | Tracy-sur-Mer                             | 348                              | 3,72          | 93               | Bayeux Ryes | Bayeux                                           | Bayeux Intercom                |
| 14710      | 14690          | Tréprel                                   | 109                              | 5,40          | 19               | Falaise Falaise-Nord                                                                                                 | Caen                                             | Pays de Falaise                |
| 14711      | 14710          | Trévières                                 | 922                              | 11,70         | 78               | Trévières | Bayeux                                           | Isigny-Omaha Intercom          |
| 14712      | 14670          | Troarn                                    | 3442                             | 11,53         | 300              | Troarn | Caen                                             | Caen la Mer                    |
| 14715      | 14360          | Trouville-sur-Mer                         | 4624                             | 6,79          | 678              | Honfleur-Deauville Trouville-sur-Mer                                                                                 | Lisieux                                          | Cœur Côte Fleurie              |
| 14716      | 14490          | Trungy                                    | 212                              | 7,07          | 30               | Trévières Balleroy                                                                                                   | Bayeux                                           | Isigny-Omaha Intercom          |
| 14719      | 14190          | Urville                                   | 761                              | 6,02          | 116              | Le Hom Bretteville-sur-Laize                                                                                         | Caen                                             | Cingal-Suisse Normande         |
| 14720      | 14420          | Ussy                                      | 845                              | 8,68          | 99               | Falaise Falaise-Nord                                                                                                 | Caen                                             | Pays de Falaise                |
| 14721      | 14210          | Vacognes-Neuilly                          | 680                              | 7,90          | 82               | Évrecy | Caen                                             | Vallées de l’Orne et de l’Odon |
| 14475      | 14210          | Val d’Arry                                | 2455                             | 24,54         | 96               | Les Monts d’Aunay Villers-Bocage                                                                                     | Vire Caen                                        | Pré-Bocage Intercom            |
| 14672      | 14240          | Val de Drôme                              | 895                              | 27,62         | 32               | Les Monts d’Aunay Aunay-sur-Odon Caumont-l’Éventé                                                                    | Vire Bayeux                                      | Pré-Bocage Intercom            |
| 14005      | 14370          | Valambray                                 | 1672                             | 41,16         | 42               | Troarn Bourguébus | Caen                                             | Val ès Dunes                   |
| 14726      | 14350 14410    | Valdallière                               | 5692                             | 157,94        | 36               | Condé-en-Normandie Vassy                                                                                             | Vire                                             | Intercom de la Vire au Noireau |
| 14576      | 14140          | Val-de-Vie                                | 509                              | 19,17         | 27               | Livarot-Pays-d’Auge Livarot                                                                                          | Lisieux                                          | Lisieux Normandie              |
| 14570      | 14290          | Valorbiquet                               | 2465                             | 28,66         | 87               | Livarot-Pays-d’Auge Orbec                                                                                            | Lisieux                                          | Lisieux Normandie              |
| 14723      | 14340          | Valsemé                                   | 264                              | 5,62          | 48               | Mézidon Vallée d’Auge Cambremer                                                                                      | Lisieux                                          | Terre d’Auge                   |
| 14724      | 14390          | Varaville                                 | 1028                             | 16,49         | 60               | Cabourg | Lisieux Caen                                     | Normandie-Cabourg-Pays d’Auge  |
| 14728      | 14400          | Vaucelles                                 | 600                              | 3,56          | 158              | Bayeux | Bayeux                                           | Bayeux Intercom                |
| 14731      | 14800          | Vauville                                  | 199                              | 5,13          | 37               | Pont-l’Évêque | Lisieux                                          | Cœur Côte Fleurie              |
| 14732      | 14400          | Vaux-sur-Aure                             | 284                              | 7,60          | 40               | Bayeux Ryes | Bayeux                                           | Bayeux Intercom                |
| 14733      | 14400          | Vaux-sur-Seulles                          | 322                              | 6,56          | 48               | Bayeux Creully | Bayeux Caen                                      | Bayeux Intercom                |
| 14734      | 14250          | Vendes                                    | 335                              | 3,47          | 96               | Thue et Mue Tilly-sur-Seulles                                                                                        | Bayeux Caen                                      | Seulles Terre et Mer           |
| 14735      | 14170          | Vendeuvre                                 | 802                              | 26,31         | 30               | Livarot-Pays-d’Auge Morteaux-Coulibœuf                                                                               | Caen                                             | Pays de Falaise                |
| 14737      | 14700          | Versainville                              | 508                              | 7,70          | 65               | Falaise Falaise-Sud                                                                                                  | Caen                                             | Pays de Falaise                |
| 14738      | 14790          | Verson                                    | 3927                             | 10,36         | 351              | Caen-1 Évrecy | Caen                                             | Caen la Mer                    |
| 14739      | 14114          | Ver-sur-Mer                               | 1622                             | 9,01          | 183              | Courseulles-sur-Mer Ryes                                                                                             | Bayeux                                           | Seulles Terre et Mer           |
| 14742      | 14170          | Vicques                                   | 69                               | 2,66          | 27               | Falaise Morteaux-Coulibœuf                                                                                           | Caen                                             | Pays de Falaise                |
| 14743      | 14430          | Victot-en-Auge                            | 131                              | 14,14         | 9                | Mézidon Vallée d’Auge                                                                                                | Lisieux                                          | Normandie-Cabourg-Pays d’Auge  |
| 14744      | 14400          | Vienne-en-Bessin                          | 266                              | 4,10          | 73               | Bayeux Ryes | Bayeux                                           | Bayeux Intercom                |
| 14745      | 14710          | Vierville-sur-Mer                         | 232                              | 6,41          | 36               | Trévières | Bayeux                                           | Isigny-Omaha Intercom          |
| 14747      | 14930          | Vieux                                     | 710                              | 5,50          | 123              | Évrecy | Caen                                             | Vallées de l’Orne et de l’Odon |
| 14748      | 14130          | Vieux-Bourg                               | 91                               | 1,30          | 57               | Pont-l’Évêque | Lisieux                                          | Terre d’Auge                   |
| 14751      | 14700          | Vignats                                   | 285                              | 8,80          | 34               | Falaise Morteaux-Coulibœuf                                                                                           | Caen                                             | Pays de Falaise                |
| 14752      | 14310          | Villers-Bocage                            | 3113                             | 5,76          | 549              | Les Monts d’Aunay Villers-Bocage                                                                                     | Vire Caen                                        | Pré-Bocage Intercom            |
| 14753      | 14420          | Villers-Canivet                           | 725                              | 12,24         | 60               | Falaise Falaise-Nord                                                                                                 | Caen                                             | Pays de Falaise                |
| 14754      | 14640          | Villers-sur-Mer                           | 2437                             | 8,99          | 283              | Pont-l’Évêque Trouville-sur-Mer                                                                                      | Lisieux                                          | Cœur Côte Fleurie              |
| 14755      | 14113          | Villerville                               | 606                              | 3,30          | 180              | Honfleur-Deauville Trouville-sur-Mer                                                                                 | Lisieux                                          | Cœur Côte Fleurie              |
| 14758      | 14610          | Villons-les-Buissons                      | 834                              | 3,76          | 207              | Caen-2 Creully | Caen                                             | Caen la Mer                    |
| 14760      | 14310          | Villy-Bocage                              | 709                              | 11,39         | 65               | Les Monts d’Aunay Villers-Bocage                                                                                     | Vire Caen                                        | Pré-Bocage Intercom            |
| 14759      | 14700          | Villy-lez-Falaise                         | 269                              | 4,95          | 54               | Falaise Falaise-Sud                                                                                                  | Caen                                             | Pays de Falaise                |
| 14761      | 14370          | Vimont                                    | 884                              | 8,96          | 91               | Troarn | Caen                                             | Val ès Dunes                   |
| 14762      | 14500          | Vire Normandie                            | 17.411                           | 138,52        | 120              | Vire Normandie Vire                                                                                                  | Vire                                             | Intercom de la Vire au Noireau |

## Veränderungen im Gemeindebestand seit der landesweiten Neuordnung der Kantone

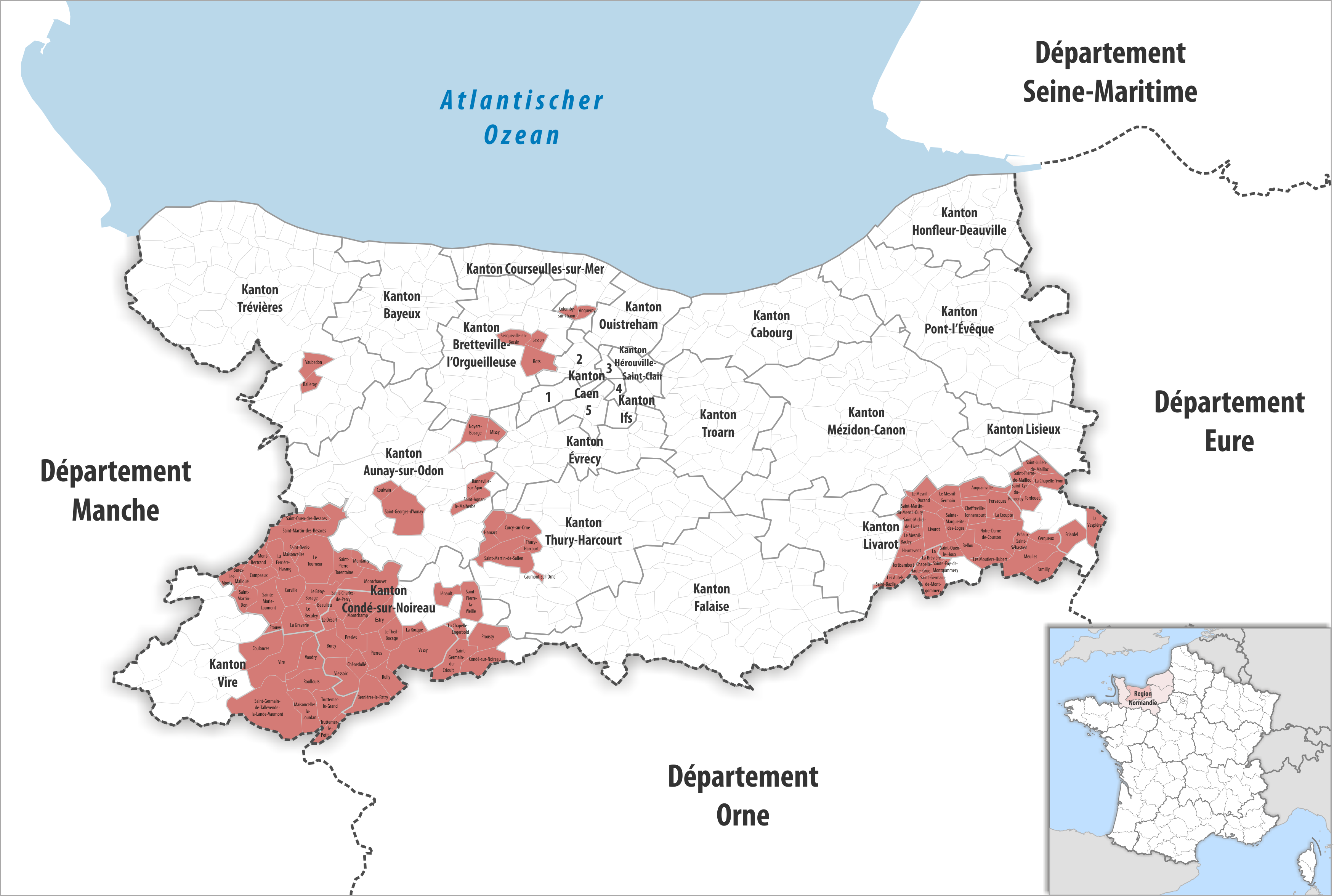
Gemeinden bis 2015
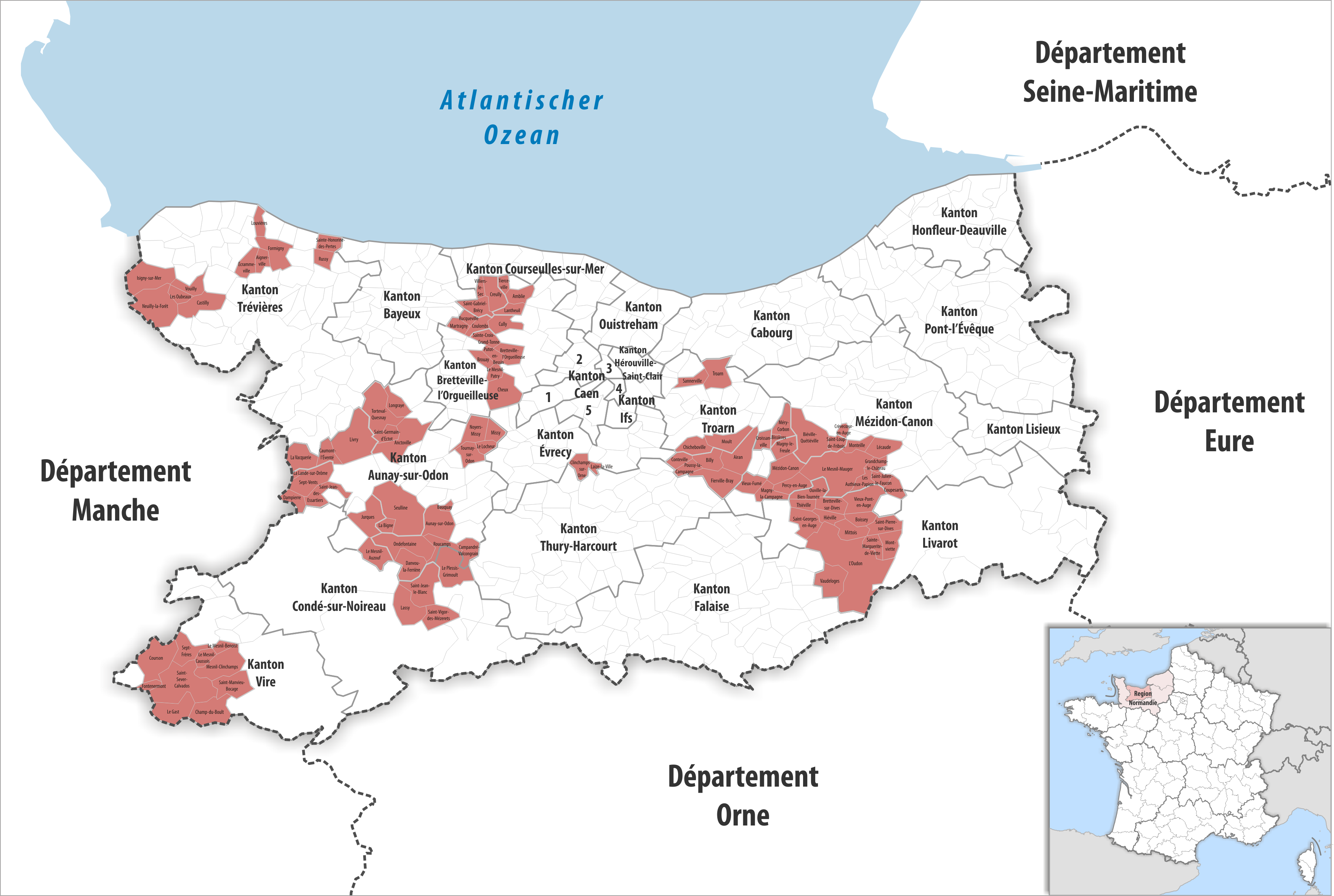
Gemeinden bis 2016
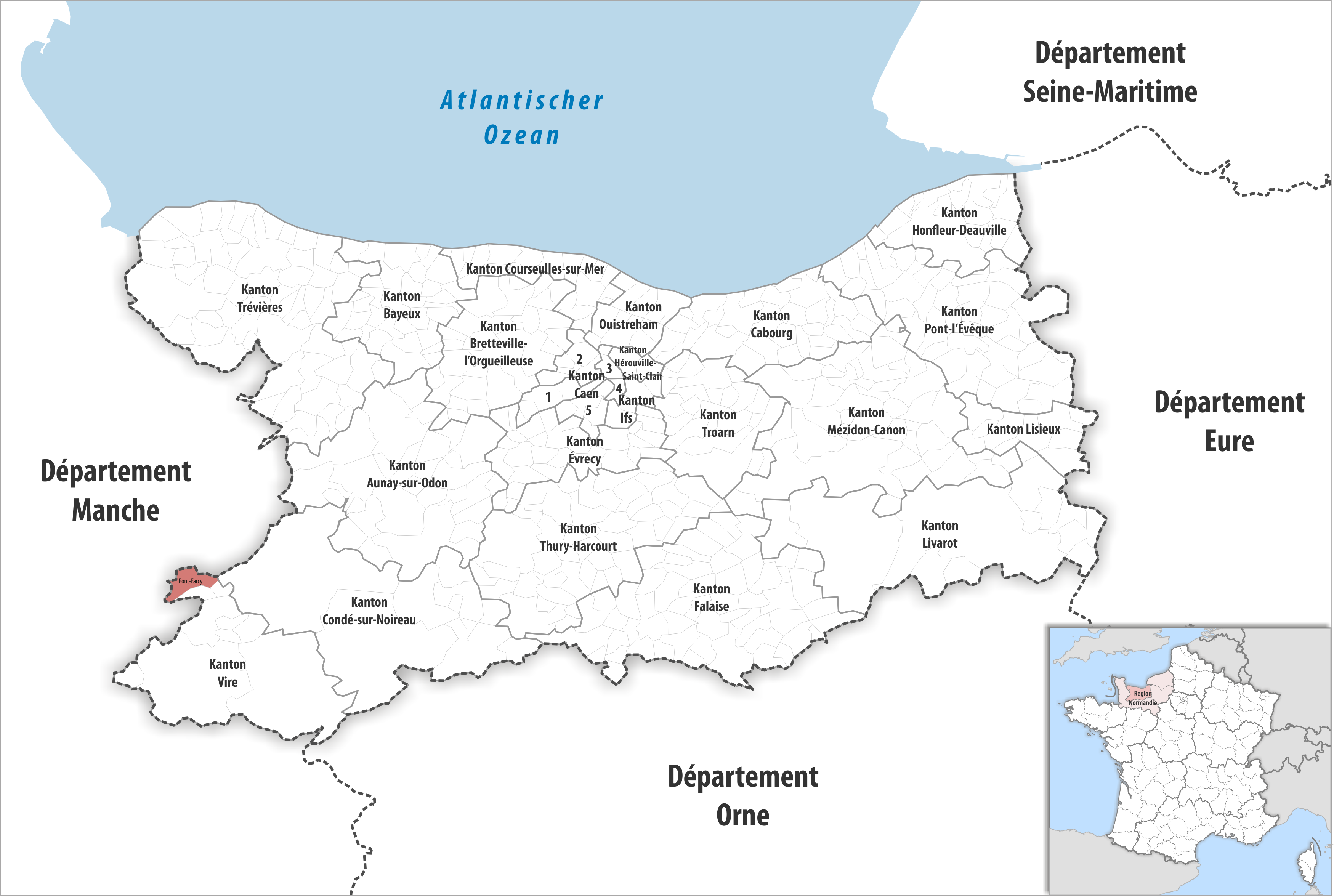
Gemeinden bis 2017
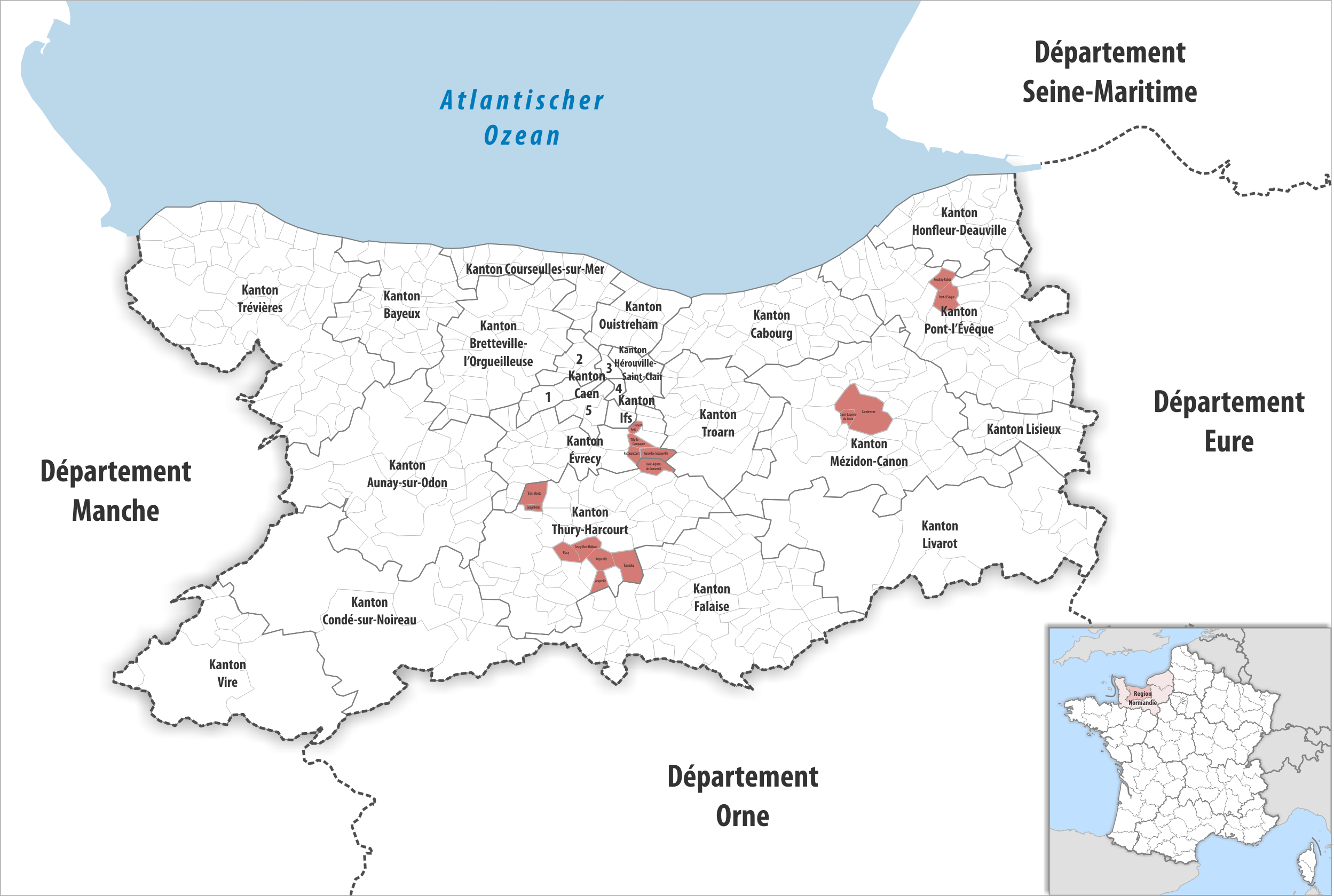
Gemeinden bis 2018
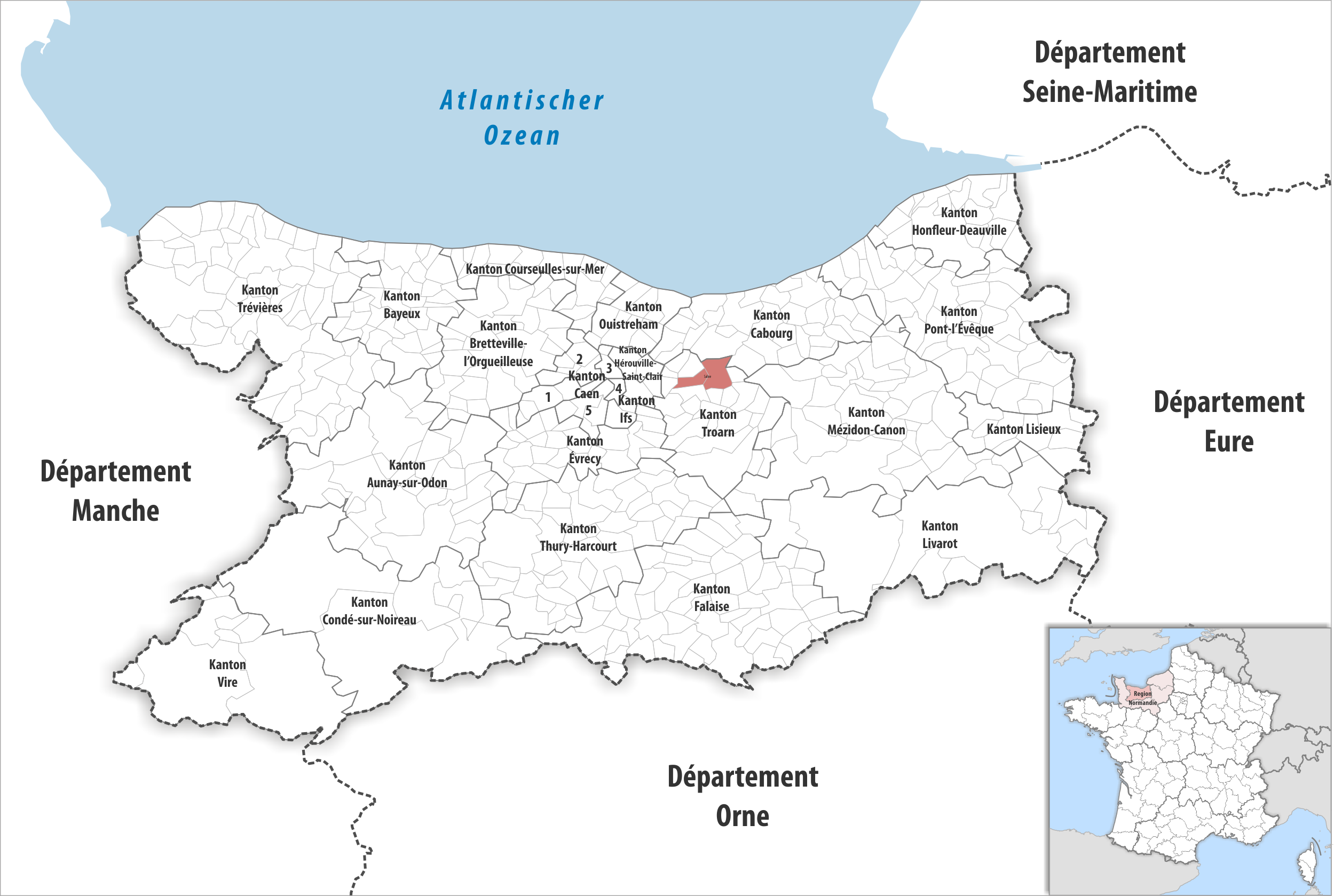
Gemeinden bis 2019
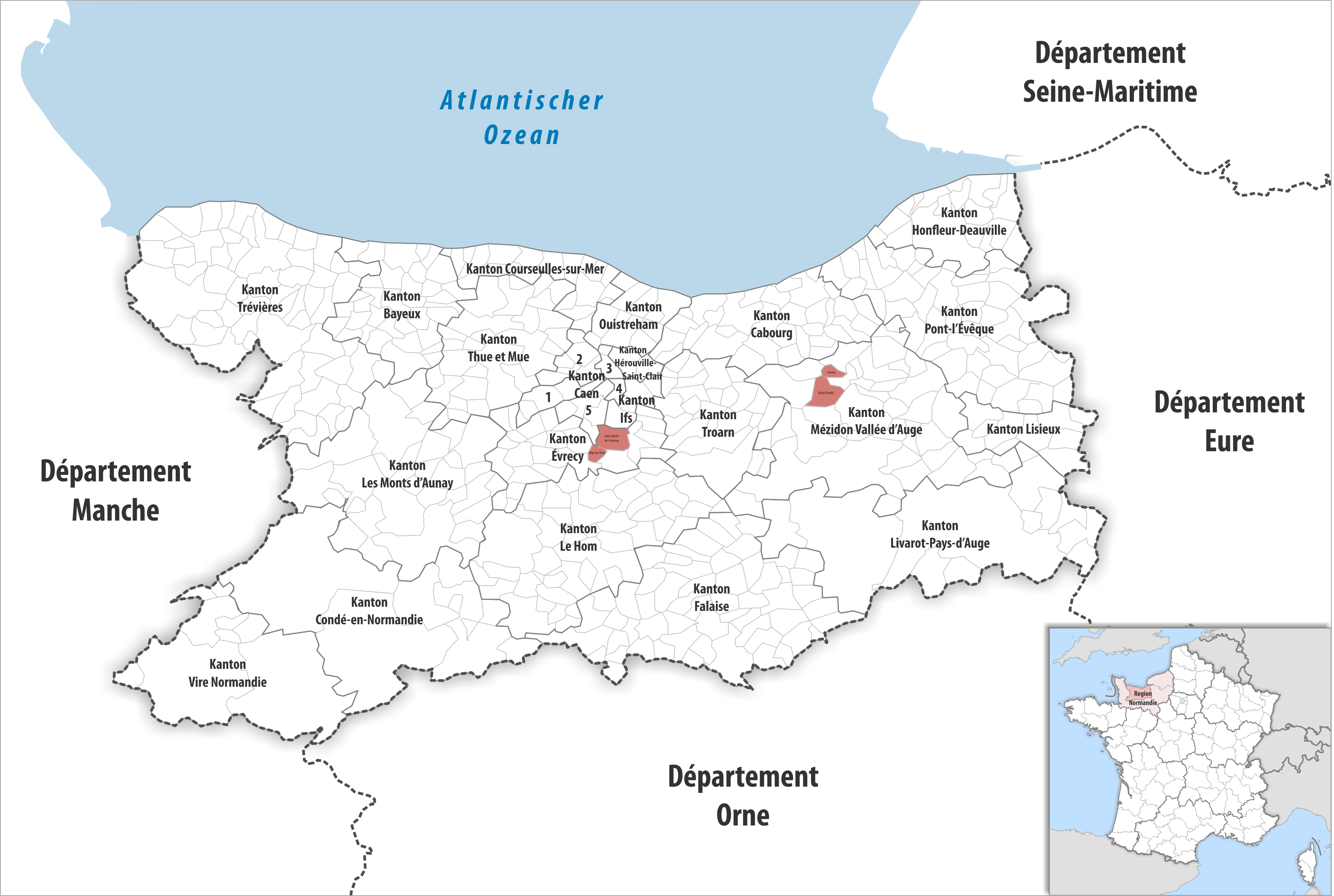
Gemeinden bis 2024

2025:
- Fusion May-sur-Orne und Saint-Martin-de-Fontenay → Saint-Martin-de-May
- Fusion Victot-Pontfol und Gerrots → Victot-en-Auge

2020:
- Annulation Saline → Troarn und Sannerville

2019:
- Fusion Cambremer und Saint-Laurent-du-Mont → Cambremer
- Fusion Saint-Aignan-de-Cramesnil und Garcelles-Secqueville → Le Castelet
- Fusion Rocquancourt, Hubert-Folie und Tilly-la-Campagne → Castine-en-Plaine
- Fusion Cesny-Bois-Halbout, Acqueville, Angoville, Placy  und Tournebu → Cesny-les-Sources
- Fusion Trois-Monts und Goupillières → Montillières-sur-Orne
- Fusion Pont-l’Évêque und Coudray-Rabut → Pont-l’Évêque

2018:
- Fusion Pont-Farcy und Tessy-Bocage (Département Manche) → Tessy-Bocage (Département Manche)

2017:
- Fusion Sainte-Honorine-des-Pertes und Russy → Aure sur Mer
- Fusion Anctoville, Longraye, Saint-Germain-d’Ectot und Torteval-Quesnay → Aurseulles
- Fusion Biéville-Quétiéville und Saint-Loup-de-Fribois → Belle Vie en Auge
- Fusion Caumont-l’Éventé, Livry und La Vacquerie → Caumont-sur-Aure
- Fusion Creully, Saint-Gabriel-Brécy und Villiers-le-Sec → Creully sur Seulles
- Fusion Jurques und Le Mesnil-Auzouf → Dialan sur Chaîne
- Fusion Formigny, Aignerville, Écrammeville und Louvières → Formigny La Bataille
- Fusion Isigny-sur-Mer, Castilly, Les Oubeaux, Neuilly-la-Forêt und Vouilly → Isigny-sur-Mer
- Fusion Laize-la-Ville und Clinchamps-sur-Orne → Laize-Clinchamps
- Fusion Méry-Corbon und Bissières → Méry-Bissières-en-Auge
- Fusion Mézidon-Canon, Les Authieux-Papion, Coupesarte, Crèvecœur-en-Auge, Croissanville, Grandchamp-le-Château, Lécaude, Magny-la-Campagne, Magny-le-Freule, Le Mesnil-Mauger, Monteille, Percy-en-Auge, Saint-Julien-le-Faucon und Vieux-Fumé → Mézidon Vallée d’Auge
- Fusion Aunay-sur-Odon, Bauquay, Campandré-Valcongrain, Danvou-la-Ferrière, Ondefontaine, Le Plessis-Grimoult und Roucamps → Les Monts d’Aunay
- Fusion Martragny, Coulombs, Cully und Rucqueville → Moulins en Bessin
- Fusion Moult und Chicheboville → Moult-Chicheboville
- Fusion Saint-Sever-Calvados, Champ-du-Boult, Courson, Fontenermont, Le Gast, Le Mesnil-Benoist, Le Mesnil-Caussois, Mesnil-Clinchamps, Saint-Manvieu-Bocage und Sept-Frères → Noues de Sienne
- Fusion Lantheuil, Amblie, Tierceville → Ponts sur Seulles
- Fusion Saint-Pierre-sur-Dives, Boissey, Bretteville-sur-Dives, Hiéville, L’Oudon, Mittois, Montviette, Ouville-la-Bien-Tournée, Saint-Georges-en-Auge, Sainte-Marguerite-de-Viette, Thiéville, Vaudeloges und Vieux-Pont-en-Auge → Saint-Pierre-en-Auge
- Fusion Troarn und Sannerville → Saline (zum 31. Dezember 2019 annulliert)
- Fusion Seulline und La Bigne → Seulline
- Fusion Lassy, Saint-Jean-le-Blanc und Saint-Vigor-des-Mézerets → Terres de Druance
- Fusion Bretteville-l’Orgueilleuse, Brouay, Cheux, Le Mesnil-Patry, Putot-en-Bessin und Sainte-Croix-Grand-Tonne → Thue et Mue
- Fusion Noyers-Missy, Le Locheur und Tournay-sur-Odon → Val d’Arry
- Fusion Sept-Vents, Dampierre, La Lande-sur-Drôme und Saint-Jean-des-Essartiers → Val de Drôme
- Fusion Airan, Billy, Conteville, Fierville-Bray und Poussy-la-Campagne → Valambray

2016:
- Fusion Balleroy und Vaubadon → Balleroy-sur-Drôme
- Fusion Colomby-sur-Thaon und Anguerny → Colomby-Anguerny
- Fusion La Chapelle-Engerbold, Condé-sur-Noireau, Lénault, Proussy, Saint-Germain-du-Crioult, und Saint-Pierre-la-Vieille → Condé-en-Normandie
- Fusion Caumont-sur-Orne, Curcy-sur-Orne, Hamars, Saint-Martin-de-Sallen und Thury-Harcourt → Thury-Harcourt-le-Hom
- Fusion Auquainville, Les Autels-Saint-Bazile, Bellou, Cerqueux, Cheffreville-Tonnencourt, La Croupte, Familly, Fervaques, Heurtevent, Livarot, Le Mesnil-Bacley, Le Mesnil-Durand, Le Mesnil-Germain, Meulles, Les Moutiers-Hubert, Notre-Dame-de-Courson, Préaux-Saint-Sébastien, Sainte-Marguerite-des-Loges, Saint-Martin-du-Mesnil-Oury, Saint-Michel-de-Livet, Saint-Ouen-le-Houx und Tortisambert → Livarot-Pays-d’Auge
- Fusion Banneville-sur-Ajon und Saint-Agnan-le-Malherbe → Malherbe-sur-Ajon
- Fusion Missy und Noyers-Bocage → Noyers-Missy
- Fusion Lasson, Rots und Secqueville-en-Bessin → Rots
- Fusion Coulvain und Saint-Georges-d’Aunay → Seulline
- Fusion Beaulieu, Le Bény-Bocage, Bures-les-Monts, Campeaux, Carville, Étouvy, La Ferrière-Harang, La Graverie, Malloué, Montamy, Mont-Bertrand, Montchauvet, Le Reculey, Saint-Denis-Maisoncelles, Sainte-Marie-Laumont, Saint-Martin-des-Besaces, Saint-Martin-Don, Saint-Ouen-des-Besaces, Saint-Pierre-Tarentaine und Le Tourneur → Souleuvre en Bocage
- Fusion La Brévière, La Chapelle-Haute-Grue, Sainte-Foy-de-Montgommery und Saint-Germain-de-Montgommery → Val-de-Vie
- Fusion Bernières-le-Patry, Burcy, Chênedollé, Le Désert, Estry, Montchamp, Pierres, Presles, La Rocque, Rully, Saint-Charles-de-Percy, Le Theil-Bocage, Vassy und Viessoix → Valdallière
- Fusion La Chapelle-Yvon, Saint-Cyr-du-Ronceray, Saint-Julien-de-Mailloc, Saint-Pierre-de-Mailloc und Tordouet → Valorbiquet
- Fusion Friardel und La Vespière → La Vespière-Friardel
- Fusion Coulonces, Maisoncelles-la-Jourdan, Roullours, Saint-Germain-de-Tallevende-la-Lande-Vaumont, Truttemer-le-Grand, Truttemer-le-Petit, Vaudry und Vire → Vire Normandie